# Gabriel Metsu
Pour les articles homonymes, voir Metsu.

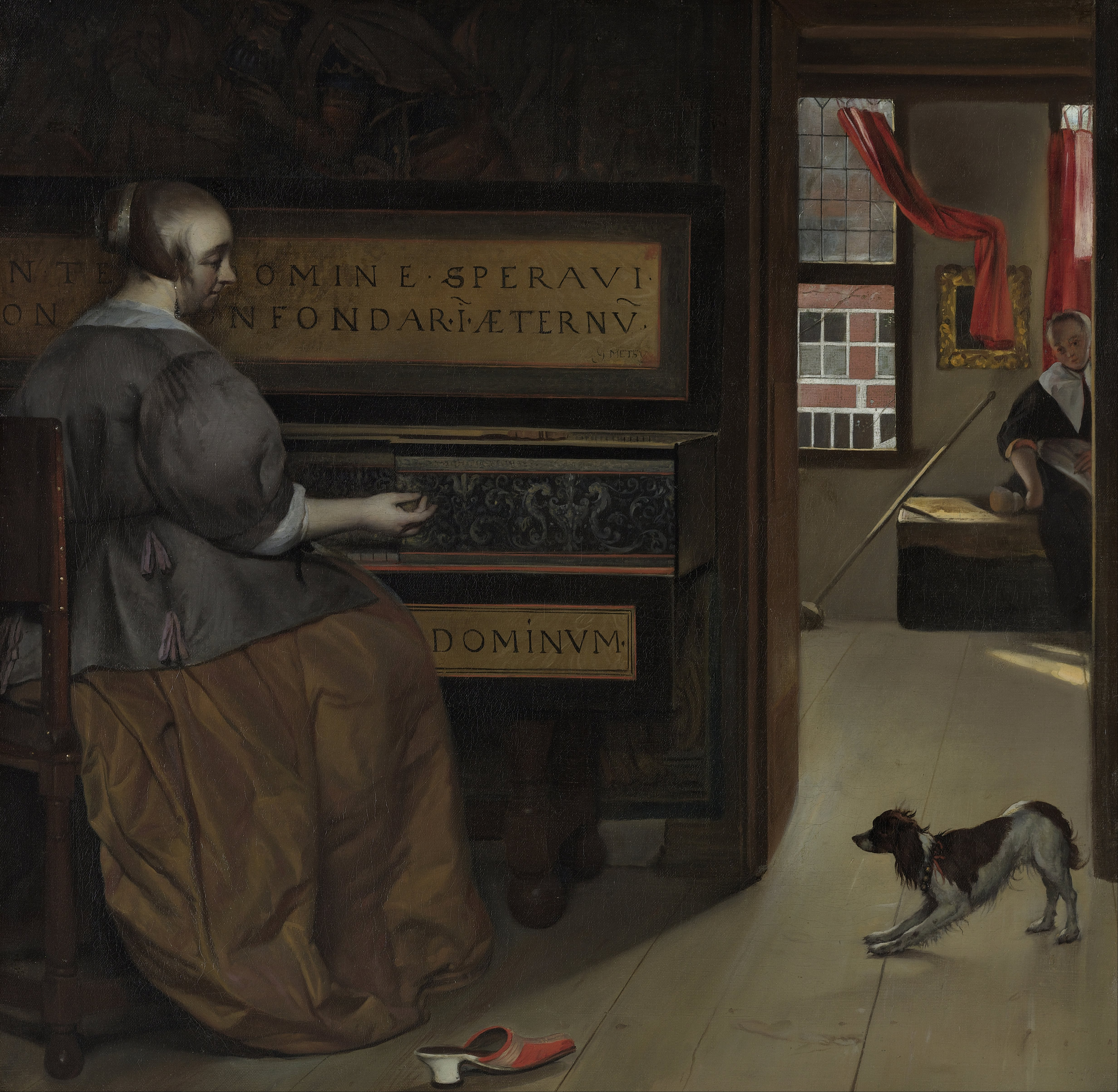
Femme jouant du virginal

Gabriel Metsu, né à Leyde en janvier 1629 et enterré à Amsterdam, le 24 octobre 1667, est un peintre néerlandais du siècle d’or. Il est l’auteur de quelques tableaux à thème biblique et de nombreuses scènes de genre, dont certaines peuvent être également regardées comme des portraits. Il fait partie des « peintres de la manière fine » (Fijnschilders), dont le chef de file est Gérard Dou.
Évoluant au gré d'influences diverses, le style de Metsu montre une grande polyvalence et une recherche constante, notamment dans la composition, le traitement de la lumière et le rendu des matières. Peintre assez inégal, son œuvre n'en est pas moins parsemée de quelques tableaux d'excellente facture.

## Biographie

### Leyde et Utrecht
Gabriel Metsu (ou Metzu) est le fils du peintre flamand Jacques Metsu. Celui-ci passa la plus grande partie de sa vie à Leyde et s’y maria à trois reprises. Lors du dernier de ses mariages, célébré en 1625, il épousa Jacomijntje Garniers. Elle était la veuve d’un peintre avec qui elle avait déjà eu trois enfants, et exerçait le métier de sage-femme. Au moment de la naissance de Gabriel, en janvier 1629, la famille habitait dans la rue appelée Lange Mare, dont le nom venait de la Mare, un cours d'eau aujourd'hui disparu. Son père mourut la même année, et sa mère se remaria sept ans plus tard, le 14 septembre 1636, avec un batelier.
Si l’on en croit Arnold Houbraken, à Leyde, Gabriel Metsu aurait fait son apprentissage auprès de Gérard Dou, un important peintre de genre. On peut toutefois douter de cette affirmation car, si certaines œuvres de Metsu montrent une influence manifeste de Dou, celle-ci est nettement moins claire dans les réalisations de ses débuts.
Quoi qu'il en soit, Metsu semble avoir été doué d'un talent précoce, très tôt reconnu, car en 1644, alors qu'il n'était âgé que d'une quinzaine d'années, il aurait apposé sa signature sur une pétition demandant aux autorités de Leyde l'autorisation de fonder dans cette ville une guilde d'artistes. La guilde de Saint-Luc de Leyde fut créée quatre ans plus tard, en 1648, et Metsu figura parmi les premiers inscrits. À cette époque, parmi les autres membres de la corporation se trouvaient Jan Steen – qui influença –, Joris van Schooten, David Bailly et Pieter de Ring. En 1649, les archives de la guilde le mentionnaient toujours comme membre. Toutefois, l’année suivante, il cessa d’en faire partie. C'est également à cette période qu'il aurait été influencé par Jan Lievens.
On le retrouve ensuite à Utrecht où, durant quelques mois, il fut l’élève de Nicolaus Knüpfer et Jan Baptist Weenix mais, à l’époque de la Première guerre anglo-néerlandaise (1652-1654), l’économie se portait mal, et Metsu partit s’établir à Amsterdam ; c'est du moins ce que laissent comprendre des œuvres de Metsu signées et datées de 1653.

### Amsterdam

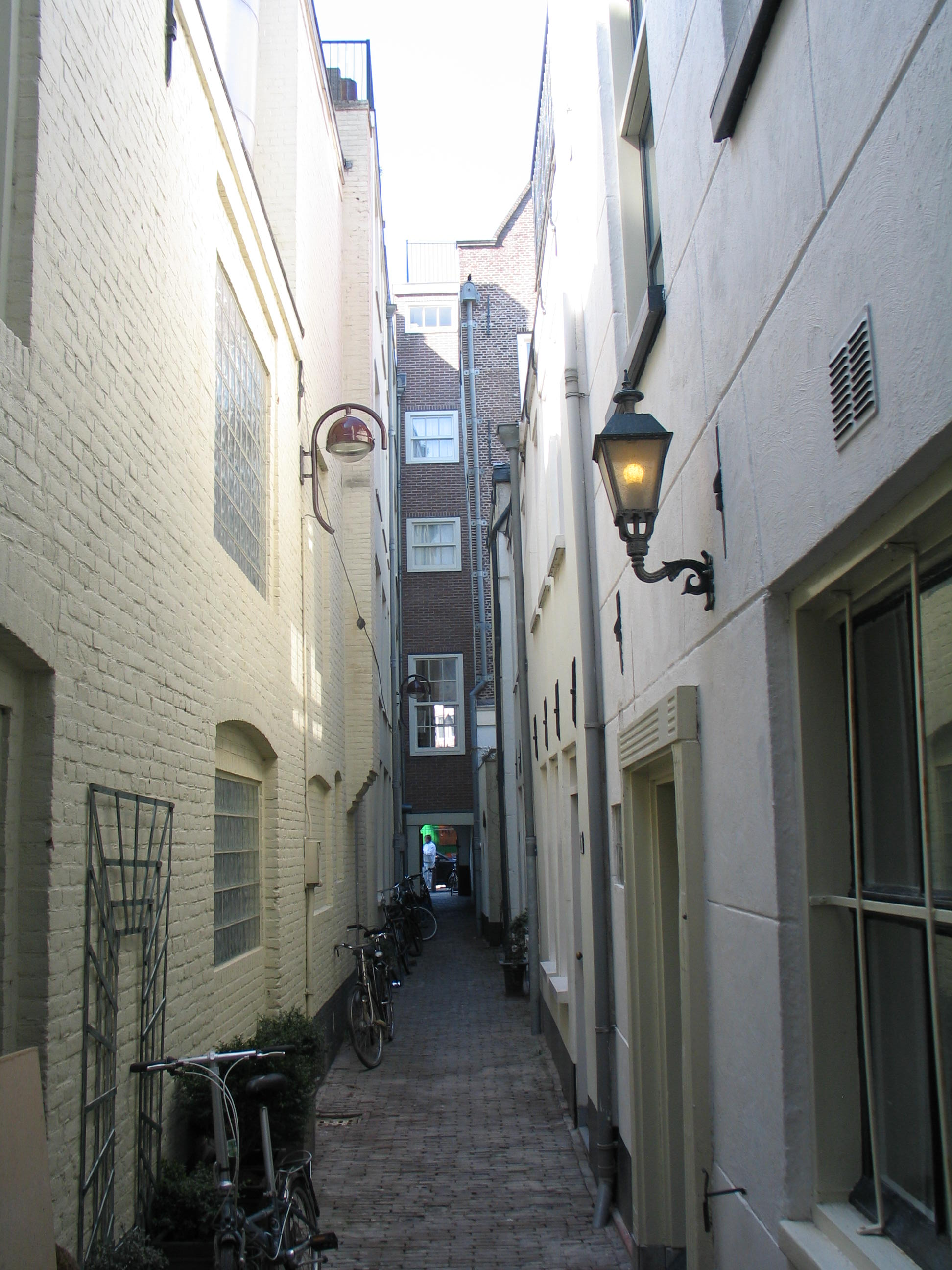
La ruelle du Prinsengracht

En 1657, il gagna Amsterdam. Au début, il y vivait dans la ruelle du Prinsengracht, à hauteur du Lauriergracht. Il y tenait un élevage de poulets, des animaux qu’il représenta quelquefois dans ses tableaux. Bientôt, cependant, cette activité suscita une querelle avec l’une de ses voisines et il déménagea dans une maison située sur le quai, alors occupé par un marché aux légumes. Cette ambiance de rue animée constitua par la suite une importante source d’inspiration pour l'artiste.
En 1658, il épousa Isabella De Wolff, d’Enkhuizen, dont le père était potier et dont la mère, Anna De Grebber, était peintre. Le frère de cette dernière, Pieter De Grebber, était peintre lui aussi, et réalisa à Haarlem des tableaux à sujets religieux. À Amsterdam, l'œuvre de Metsu fut influencée par Gerard ter Borch et sans doute aussi Pieter Codde.
Metsu devint un peintre de société en vue, et se fixa dans la Leidsestraat, non loin de l’endroit où habitaient les commanditaires et les acheteurs de ses œuvres. L’un des plus importants parmi eux fut, à partir de 1661 environ, le marchand de draps Jan J. Hinlopen. Metsu exécuta pour lui plusieurs portraits de famille, avec pour décors des intérieurs cossus. Metsu peignit également le portrait de la veuve de Hinlopen, Lucia Wijbrants.
En octobre 1667, Metsu, âgé de trent-huit ans, décéda, probablement des suites d’une opération de la vessie. Il fut inhumé le vingt-quatre du même mois dans la Nieuwe Kerk. Après son décès, sa veuve partit vivre chez sa mère, à Enkhuizen.

## Œuvres

Gabriel Metsu
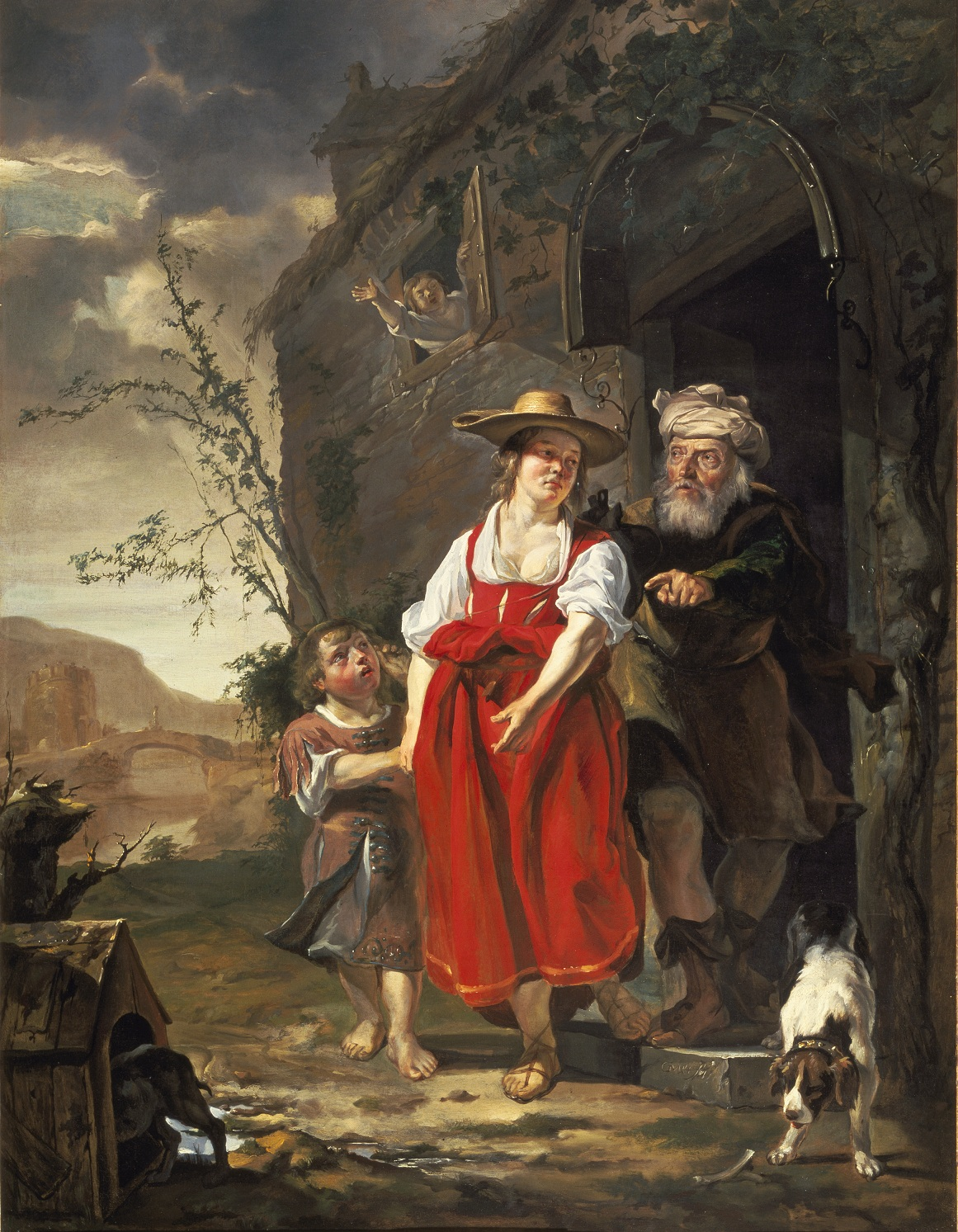
Abraham renvoie Hagar 1653-1654 Musée municipal de Leyde
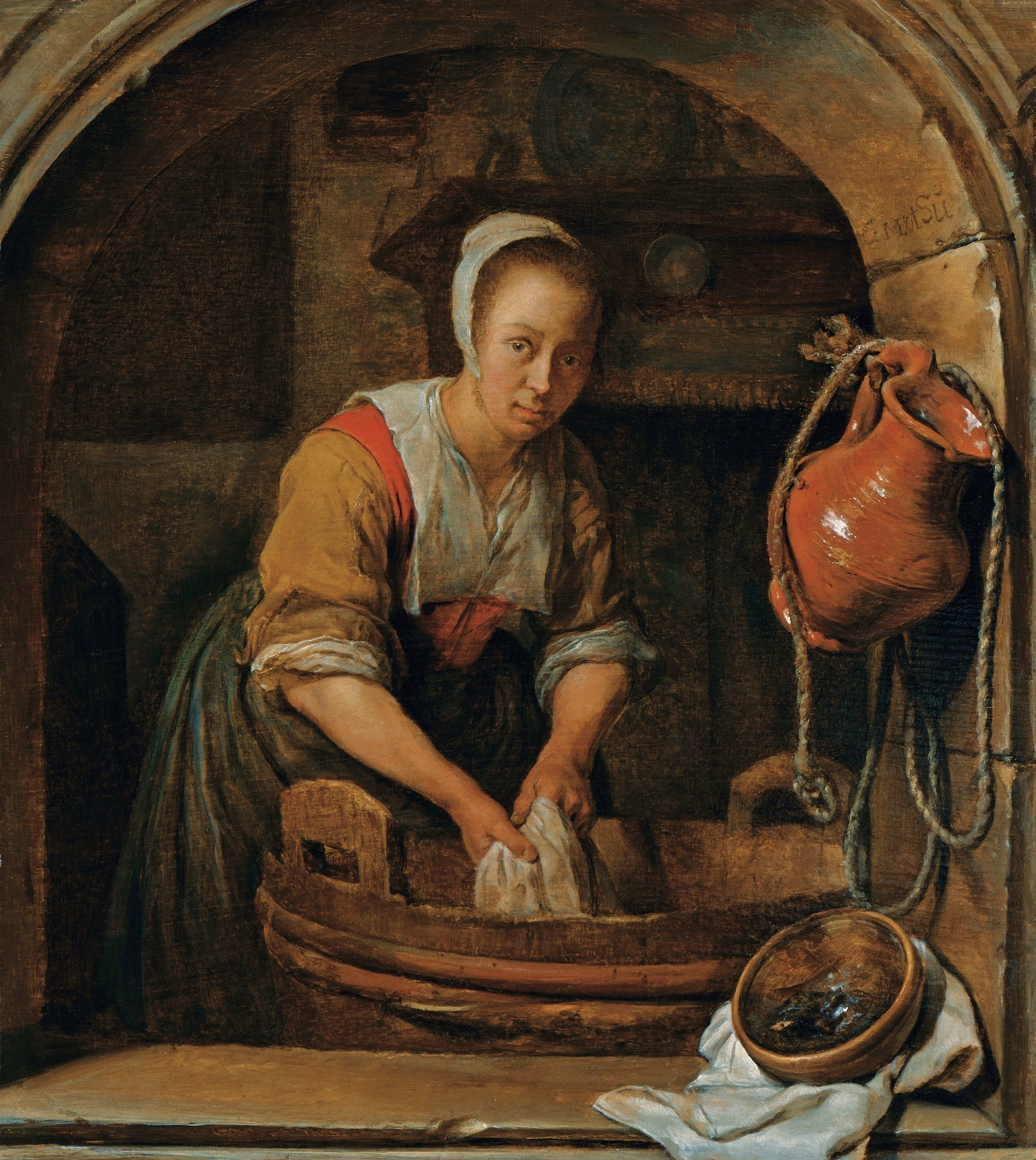
La Blanchisseuse, 1653-1654 Musée national de Varsovie
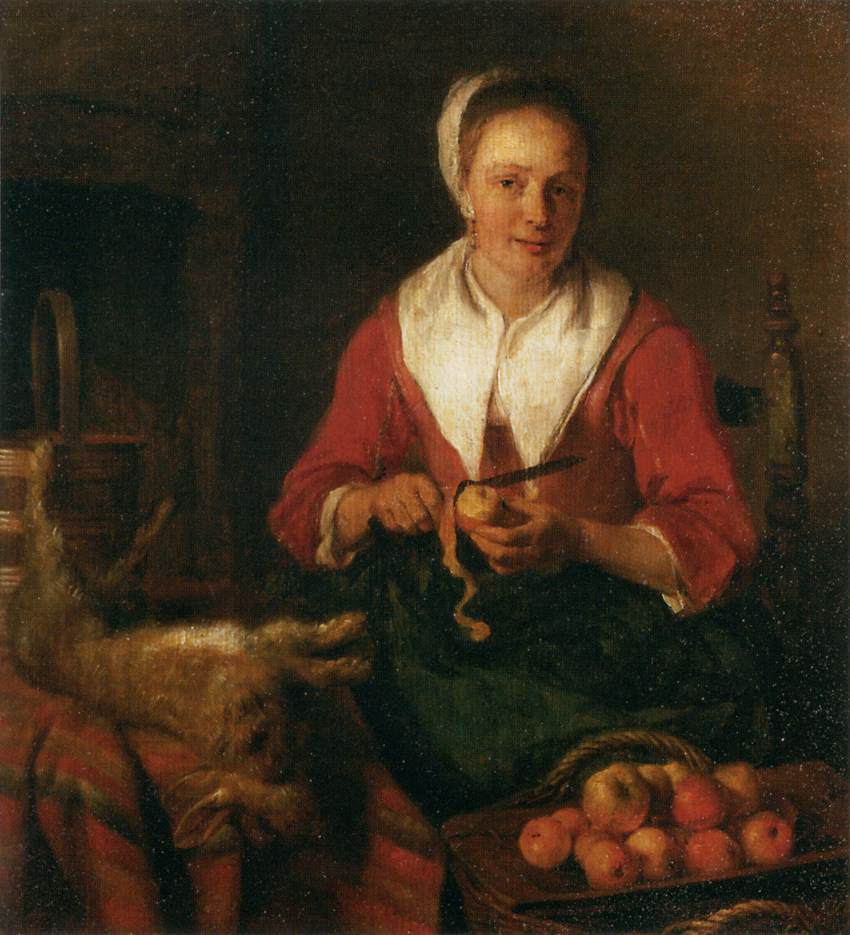
La Peleuse de pomme, 1655-1657 Musée du Louvre
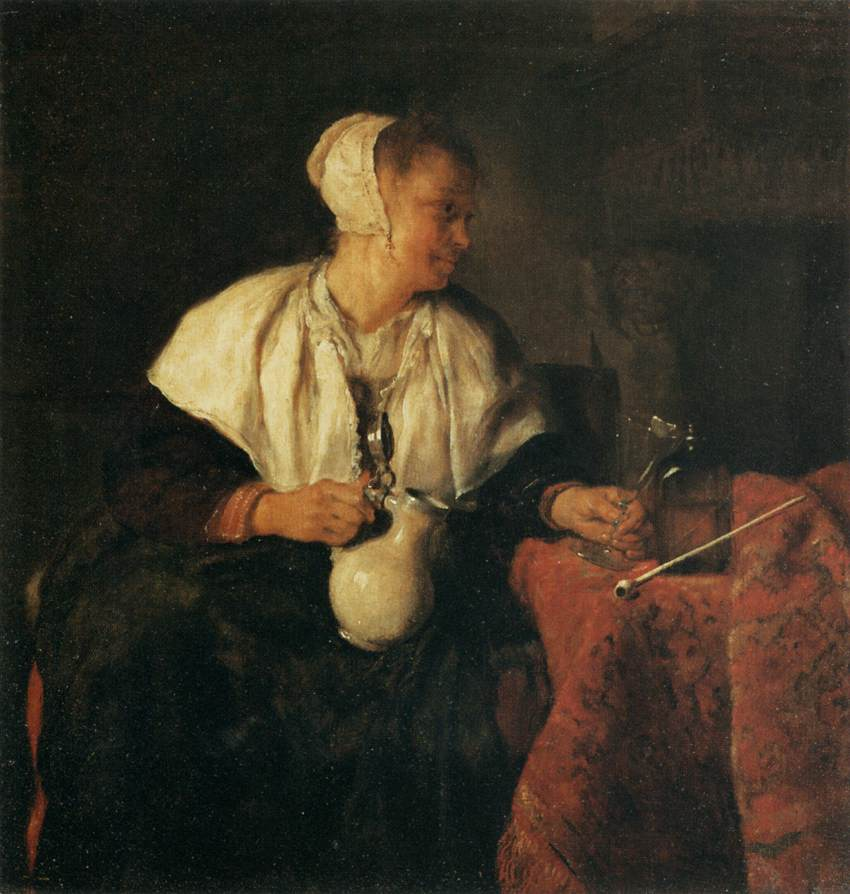
Femme tirant du vin d'un tonneau, 1655-1657 Musée du Louvre
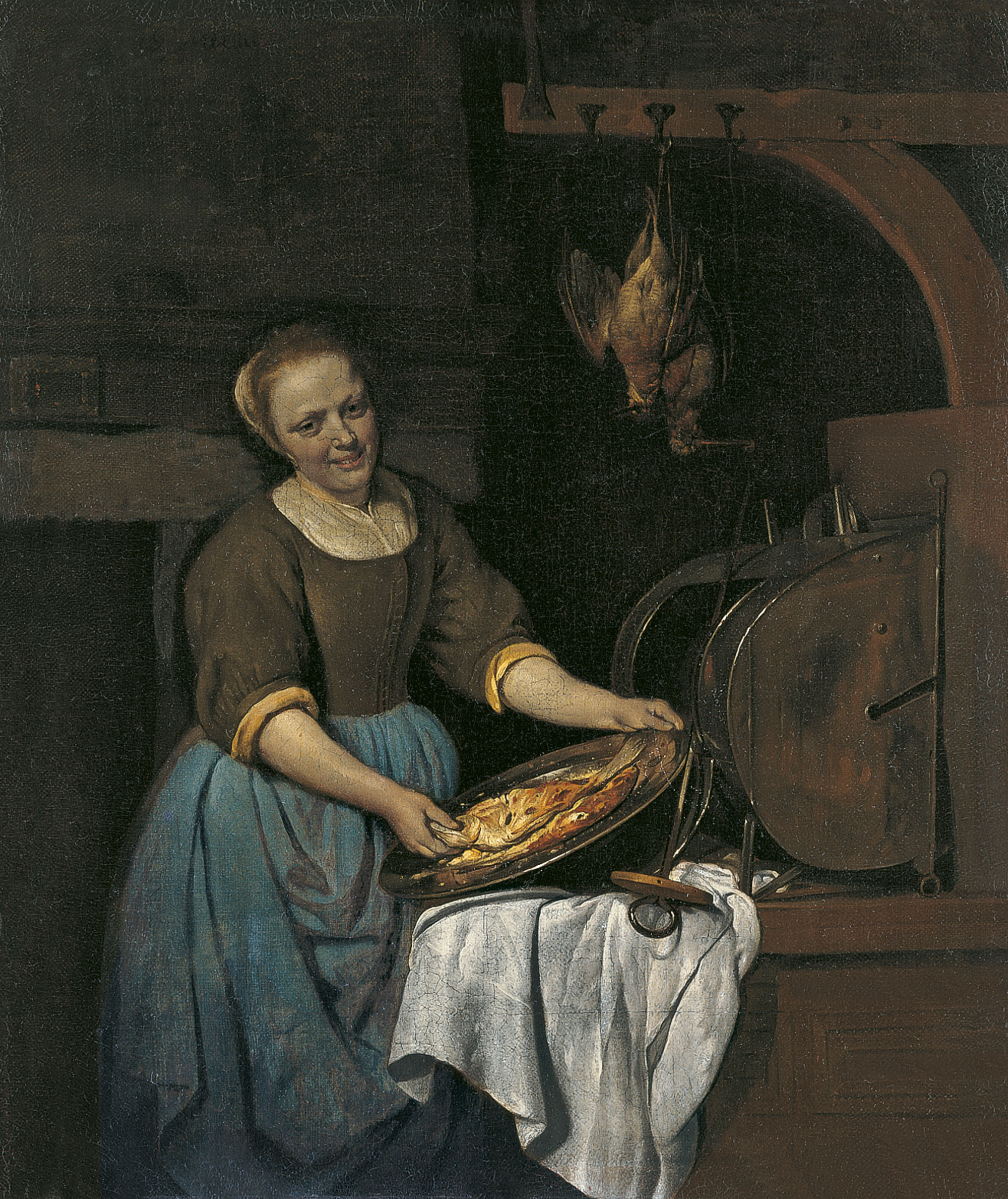
La Cuisinière, 1657-1667 Musée Thyssen-Bornemisza, Madrid
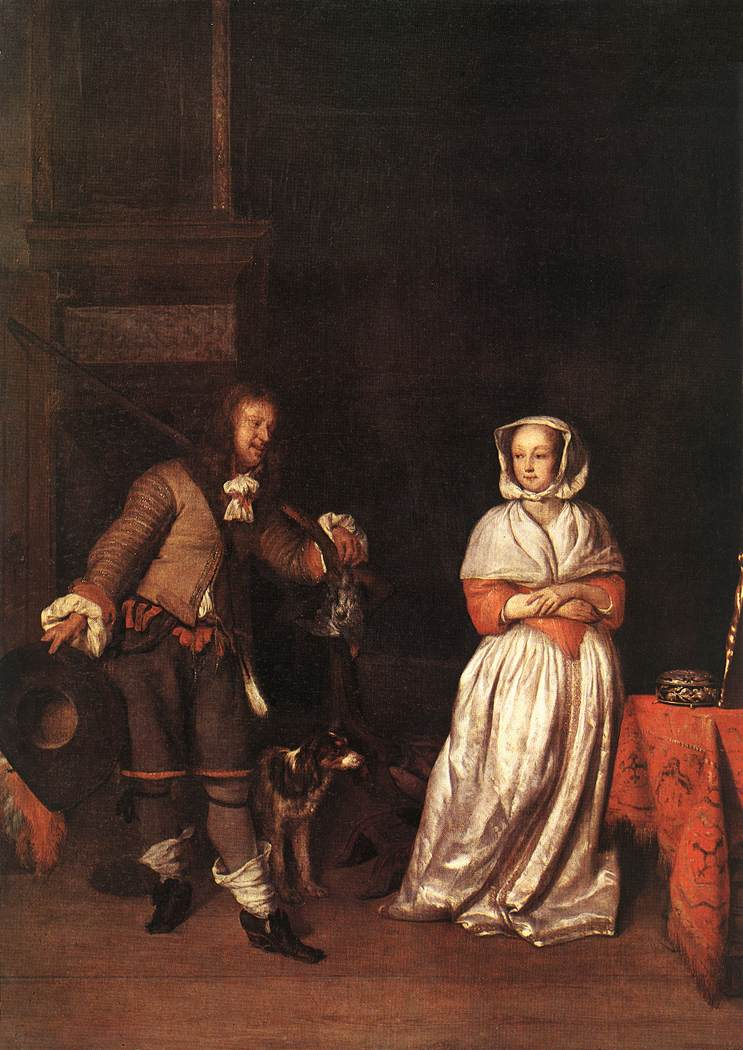
Le Cadeau du chasseur 1658-1660 Musée des Offices, Florence
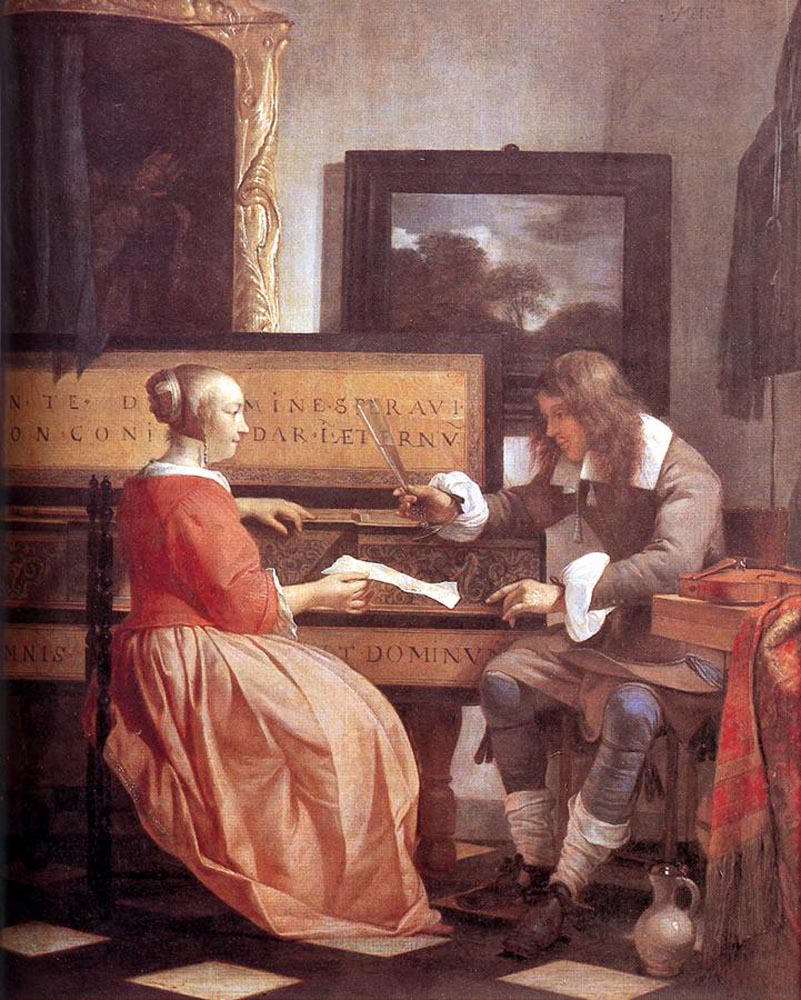
Leçon de musique, 1658-1660 National Gallery, Londres
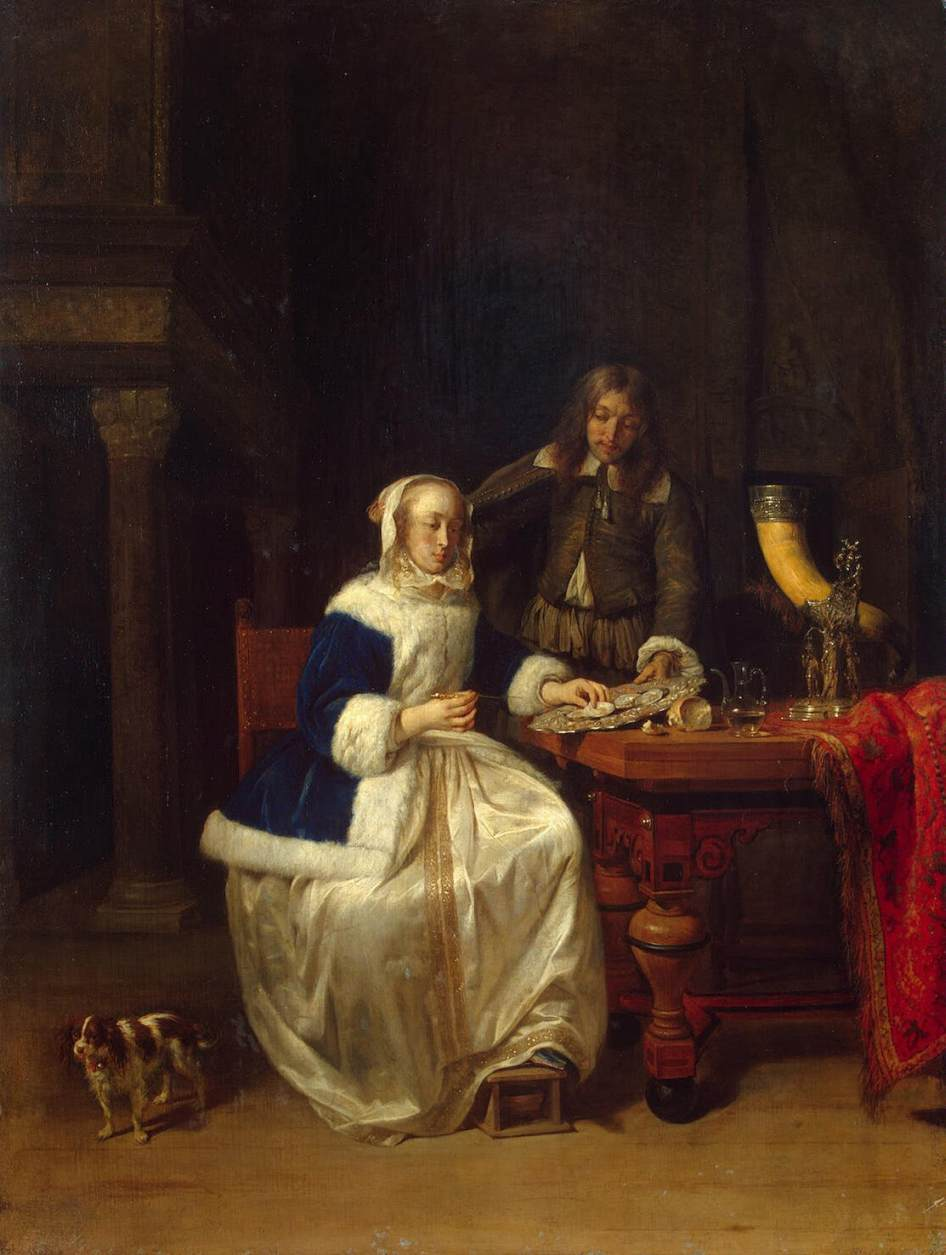
Les Mangeurs d'huîtres, 1660 Musée de l'Ermitage
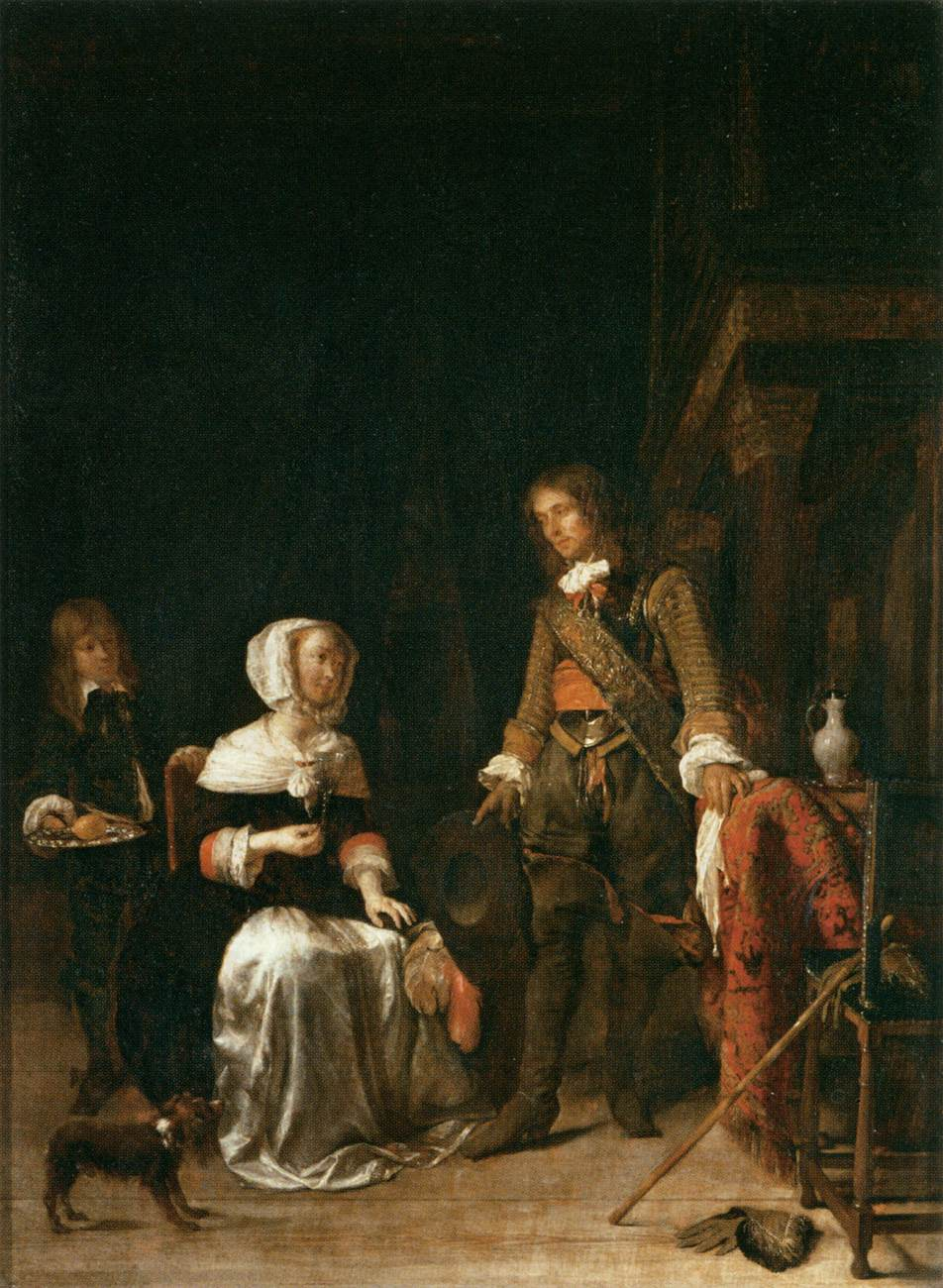
Jeune femme offrant un verre de vin à un officier, 1660-1661 Musée du Louvre
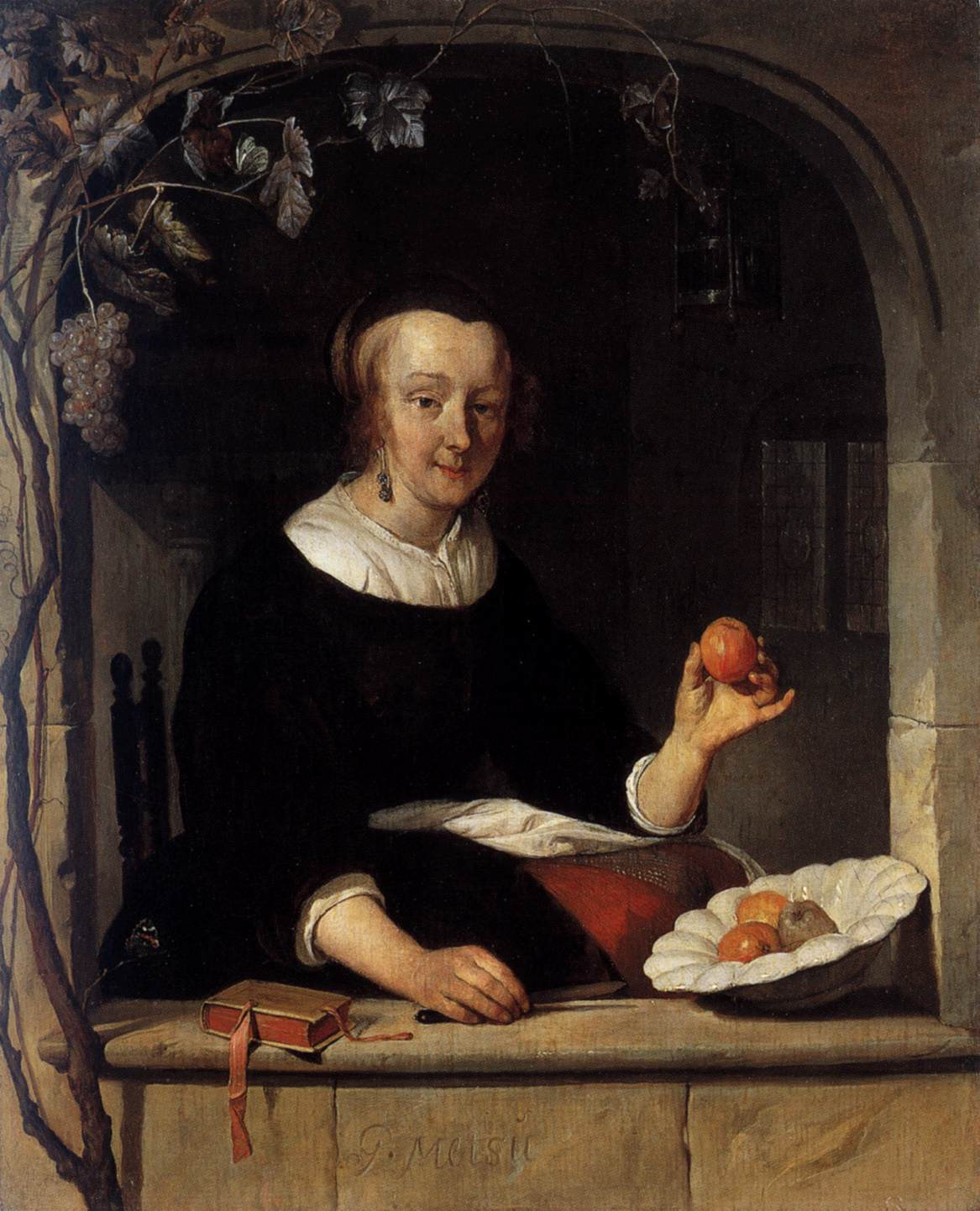
Femme assise à une fenêtre, v. 1661 Metropolitan Museum of Art
L'Intrus, 1661-1663 National Gallery of Art, Washington
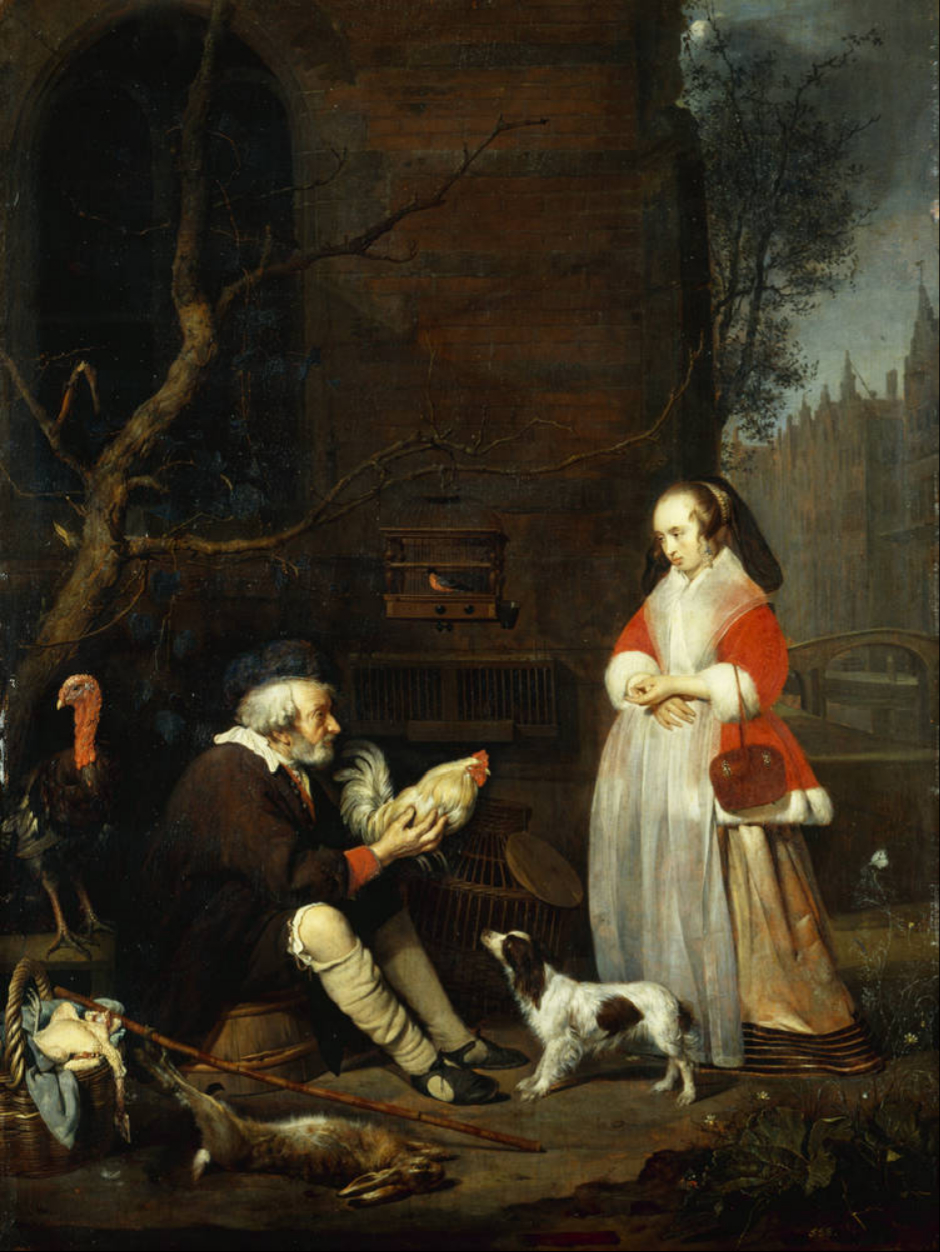
L'Oiseleur, vers 1662 Gemäldegalerie Alte Meister, Dresde
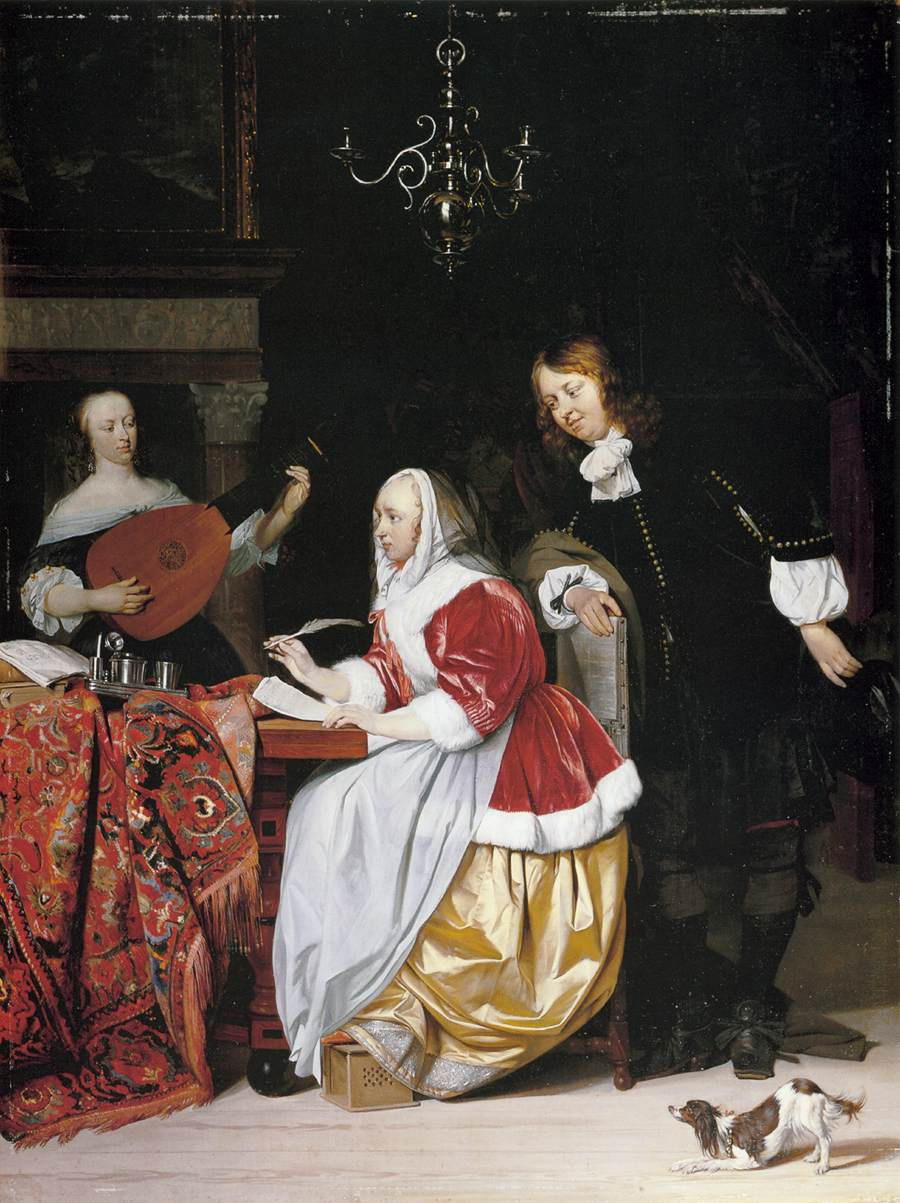
Jeune Femme composant de la musique, 1662-1663 Mauritshuis, La Haye
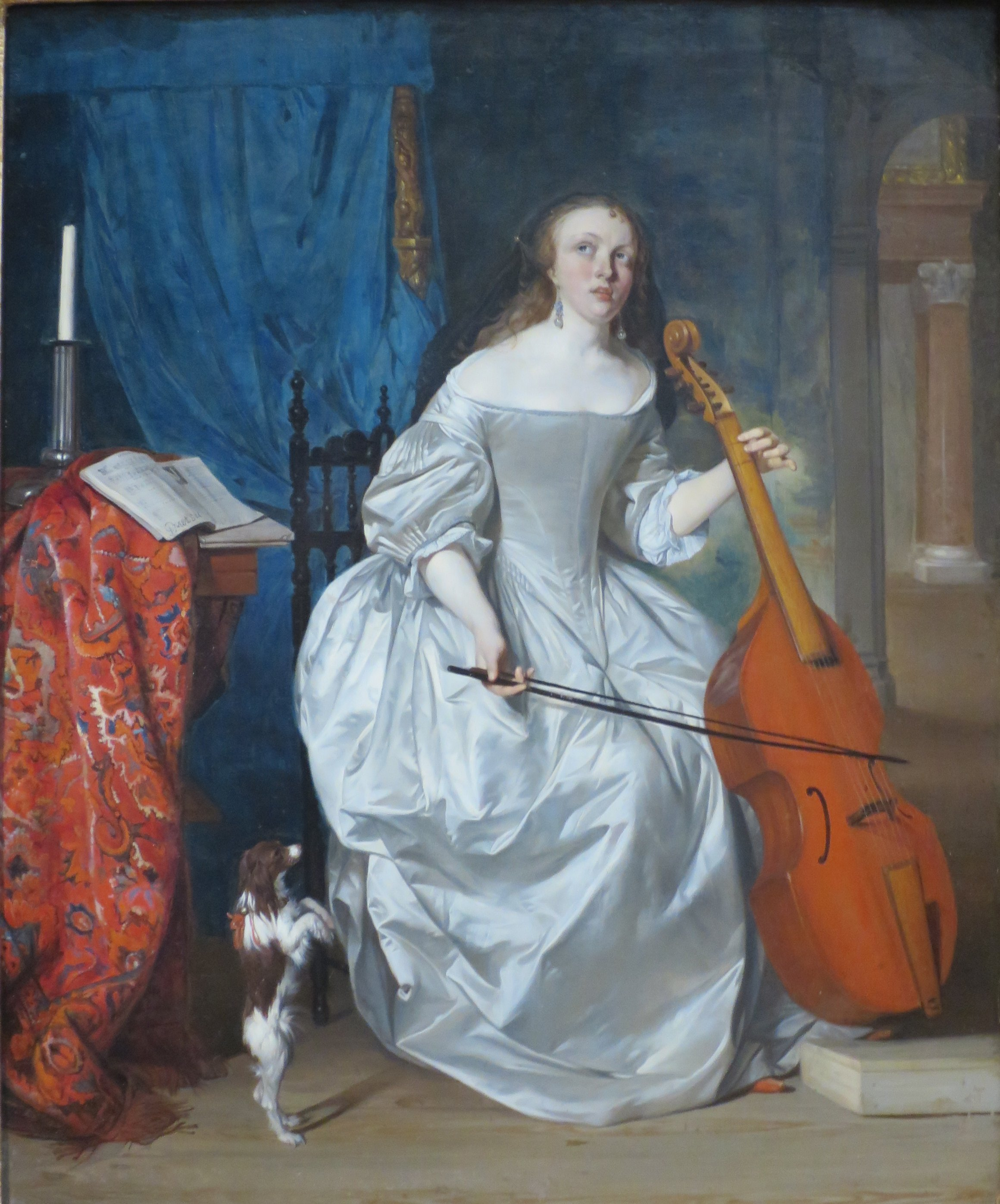
Femme jouant de la viole de gambe, 1663 Fine Arts Museum
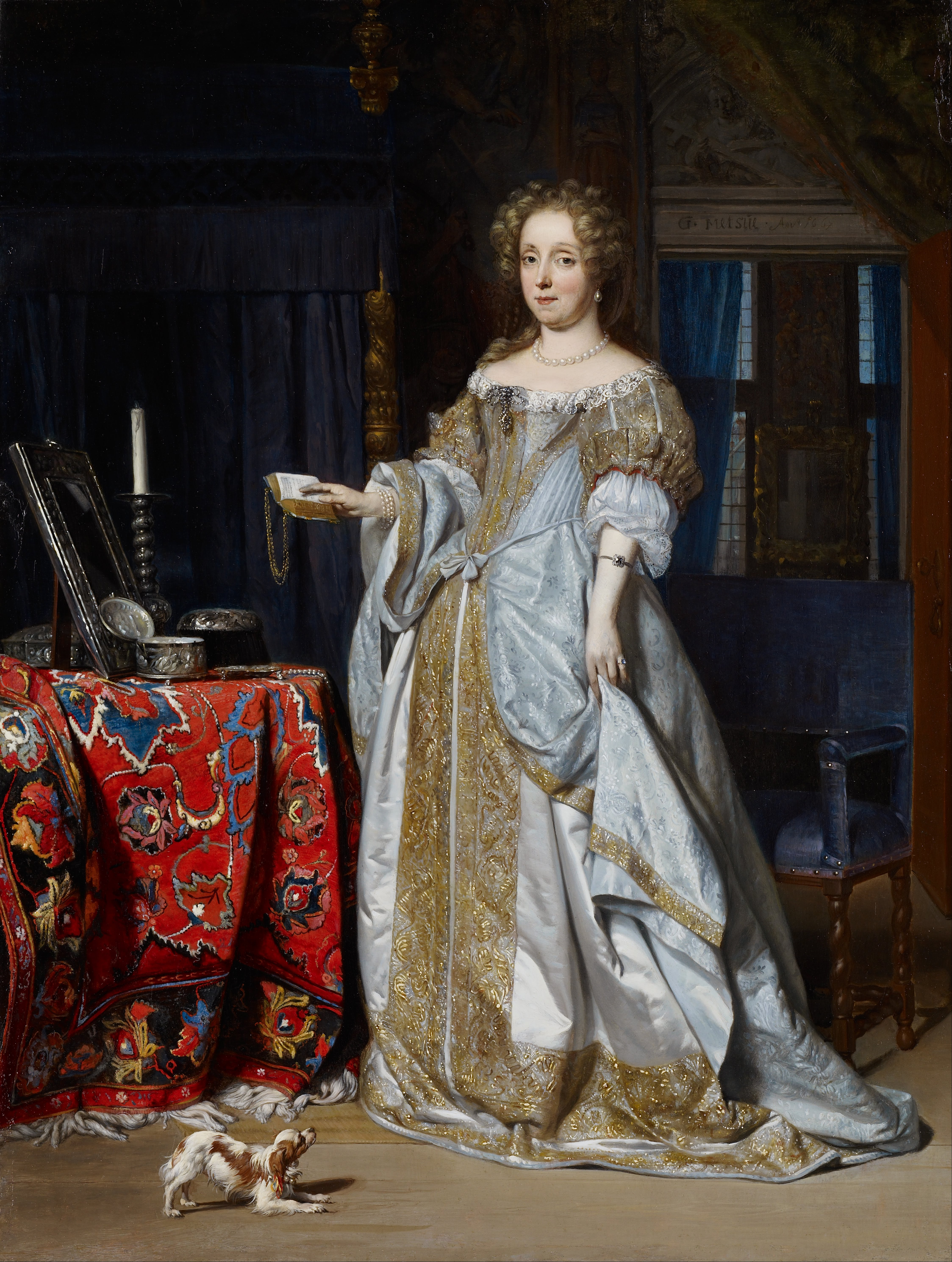
Portrait d'une dame, 1667 Minneapolis Institute of Art

Environ cent-cinquante peintures ont été préservées, dont la plupart ne sont pas datées.

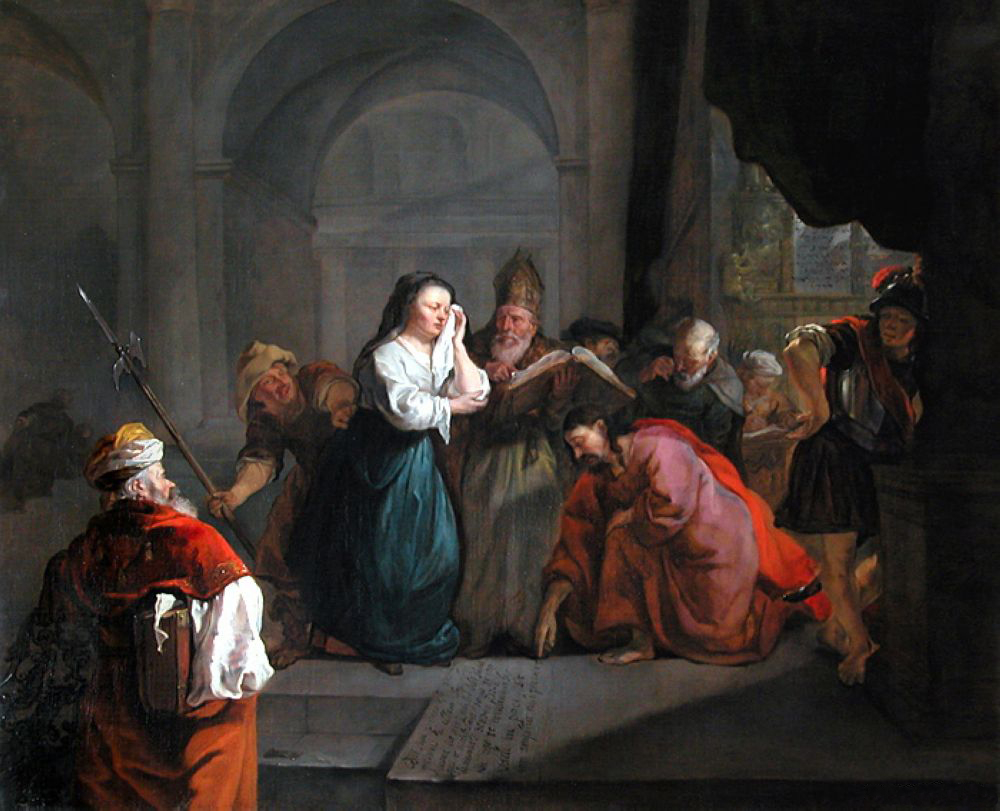
Le Christ et la Femme adultère, 1653 (Musée du Louvre, Paris).

Au début de sa carrière, Metsu s’intéressa aux représentations de scènes historiques et religieuses. Assez rapidement, il abandonna ces thèmes, soit qu’il se rendit compte que l’art sacré ne seyait pas à son tempérament, soit qu’il trouva que beaucoup d’autres peintres exploitaient déjà ce genre, et il se dirigea vers d’autres sujets qu'il préférait. Ainsi, ce sont surtout par ses scènes de genre, et ses intérieurs avec des groupes de personnages et de jeunes femmes qu’il est connu. Outre des scènes d’auberge et de rues, il exécuta aussi un certain nombre de portraits, et sans doute quelques natures mortes dont on ne connaît cependant que deux seuls exemplaires : Le Coq mort du Musée du Prado et Le Déjeûner de harengs du Louvre. Dans le cas de Metsu, chacune de ses œuvres doit être jugée en particulier, car son style change fréquemment et on peut à chaque fois y déceler l’influence d'un autre peintre, comme Pieter de Hooch ou Frans van Mieris l'Ancien.
Il fut également un dessinateur de talent et beaucoup de ses œuvres en mezzotinte ont été conservées par Wallerant Vaillant.

### Les peintures religieuses
L’un de ses premiers tableaux est L'Homme riche et Lazare conservé au Musée de Strasbourg et peint dans un style influencé par Jan Steen. En 1653, il réalisa Le Christ et la femme adultère, inspiré par Rembrandt, œuvre de grand format conservée au Musée du Louvre et qui n'est pas sans évoquer, par le dessin et les coloris, Le Christ dans la maison de Marthe et Marie, que Johannes Vermeer peignit vers 1655 (il s'agit de l'une des premières œuvres du peintre de Delft). De la même période que Le Christ et la femme adultère datent Abraham renvoie Hagar, qui faisait autrefois partie de la collection de Théophile Thoré-Bürger, et Le Denier de la veuve, du Musée de Schwerin.

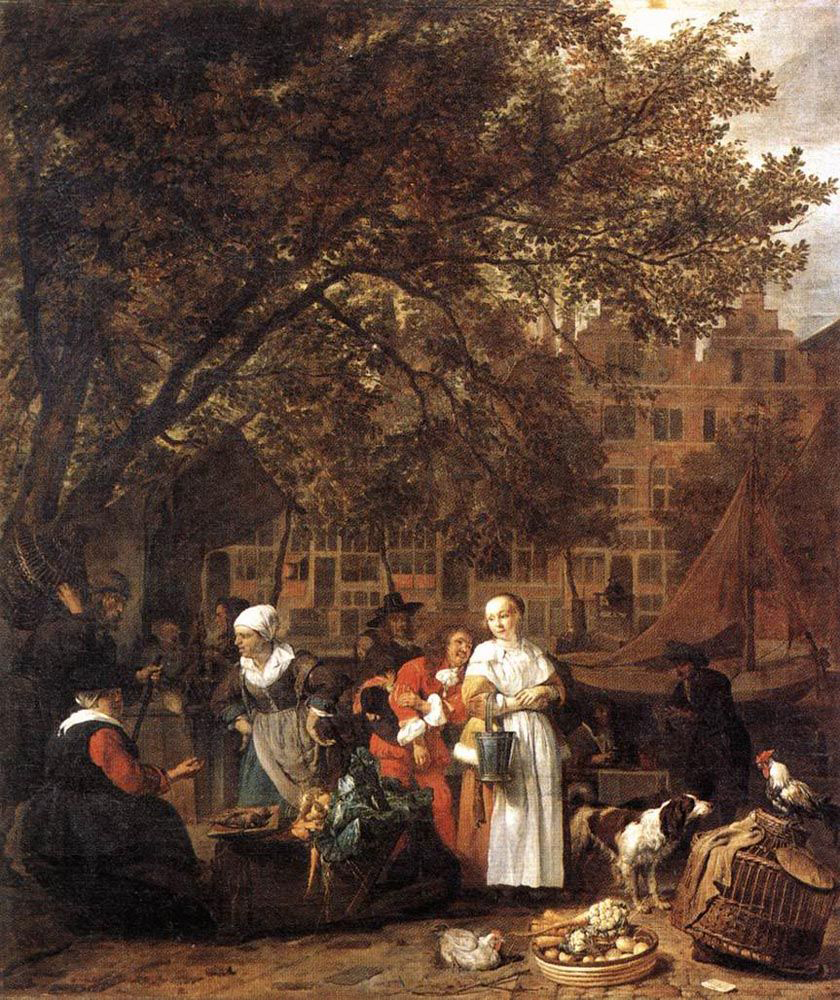
Le Marché aux herbes d'Amsterdam, v. 1660-1662 (Musée du Louvre, Paris).

### Les peintures de genre
Ce que Metsu entreprit de peindre avec, dès le début, une surprenante réussite, fut la vie populaire des marchés et des tavernes et, contrastant avec elle, les petits faits des classes aisées et de leurs salons, ce qui témoigne de sa remarquable diversité.
Dans aucune de ses œuvres, les leçons apprises de Rembrandt ne semblent avoir été vaines. Les mêmes principes d’ombres et de lumière qui marquent Le Christ et la femme adultère, son œuvre de jeunesse, ont été appliqués à des sujets d’un genre assez différent. Un groupe dans un salon, une série de groupes sur une place de marché, ou un personnage représenté seul dans la pénombre d’une taverne ou d’un salon, sont traités avec le plus grand bonheur par une concentration et une graduation justes de la lumière avec, transpirant de chaque zone, un chaud éclat coloré; de plus, l’étude de la texture des tissus est portée au même degré que celui atteint par Gerard ter Borch ou Gérard Dou, avec si possible un fini, un brio presque égal à celui de De Hooch.
Son tableau Femmes chez le poissonnier, qui faisait partie de la collection de lord Lonsdale, témoigne qu’il fut à un moment profondément marqué par la vivacité et la technique audacieuse de Frans Hals.
L’une des œuvres de maturité de Metsu est Le Marché aux herbes d'Amsterdam du Musée du Louvre, au sujet de laquelle on peut difficilement déterminer ce qu’il faut admirer le plus, tant l’ensemble est excellent, le mouvement et l’action caractéristiques des dramatis personæ, le choix des visages, des expressions et des gestes, et les textures des choses représentées.

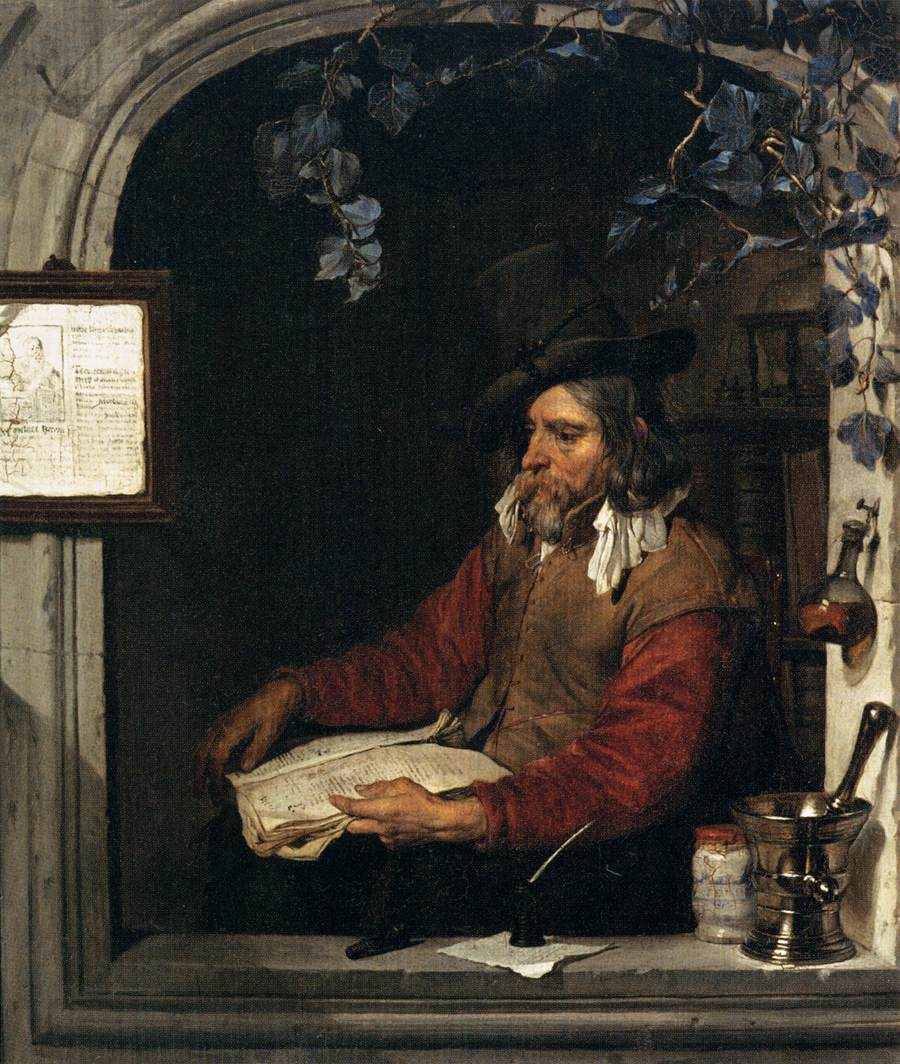
L'Apothicaire, dit aussi Le Chimiste.

D’une qualité égale, mais plus anciens : les tableaux Chasseur à une fenêtre et La Taverne (identifié tardivement comme étant le « Portrait de l'artiste et de son épouse Isabella De Wolff dans une taverne »), datant l’un et l’autre de 1661, et conservés respectivement à la Mauritshuis de La Haye et à l'Alte Meister Galerie de Dresde, et Le Vendeur de volaille, à Dresde également, qui porte la signature du peintre et est daté de 1662.
Parmi les cinq tableaux de Metsu qui font partie de la Wallace Collection figurent Servante avec du poisson et Vieille Femme endormie (appelé aussi Le Chat tigré) et Le Chasseur endormi, acquis par lord Hertford pour la somme de trois mille livres, l’équivalent d’un peu plus de trois mille quatre cents euros, et qui constitue un exemple admirable de la technique du peintre. Au nombre de ses meilleures représentations de la vie domestique, on peut compter Déjeûner ou Les Mangeurs d'huîtres au Musée de l’Ermitage à Saint-Pétersbourg, L'Enfant malade au Rijksmuseum à Amsterdam, Les Musiciens amateurs au musée de La Haye, le Duo et La Leçon de musique de la National Gallery de Londres, Jeune Femme écrivant de la musique à la Mauritshuis, et bien d’autres exemples dans presque tous les principaux musées d’Europe. Cinq autres de ses tableaux, qui faisaient partie de la collection d’Auguste II de Pologne, sont aujourd’hui conservés à Dresde.

### Quelques tableaux importants

#### L'Enfant malade

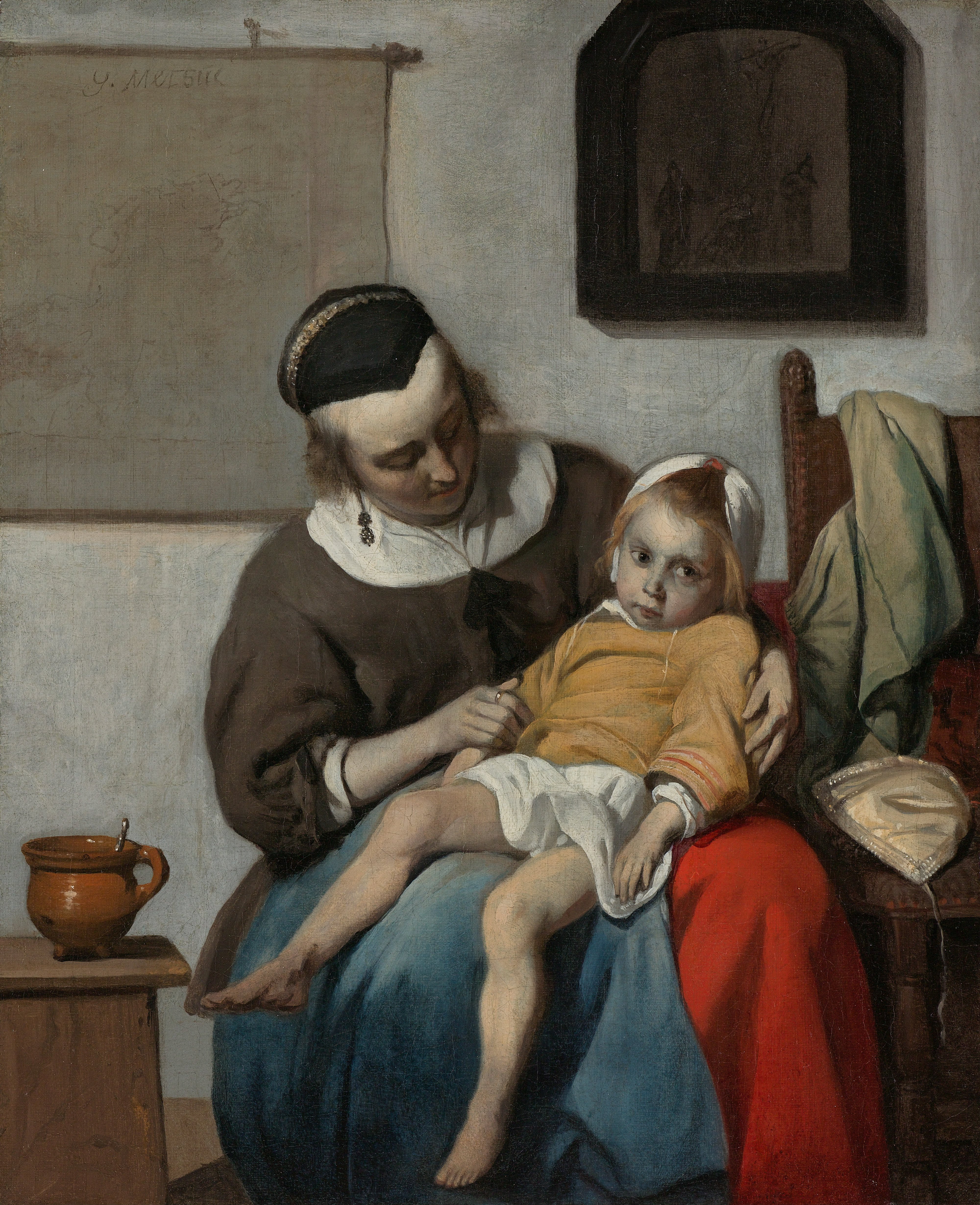
L’Enfant malade, vers 1660-1665 (Rijksmuseum, Amsterdam).

Dans L'Enfant malade, d'Amsterdam, datant du début des années 1660, son style se rapproche de celui de Johannes Vermeer, avec une lumière limpide, des ombres discrètes et des zones colorées fraîches et unies.

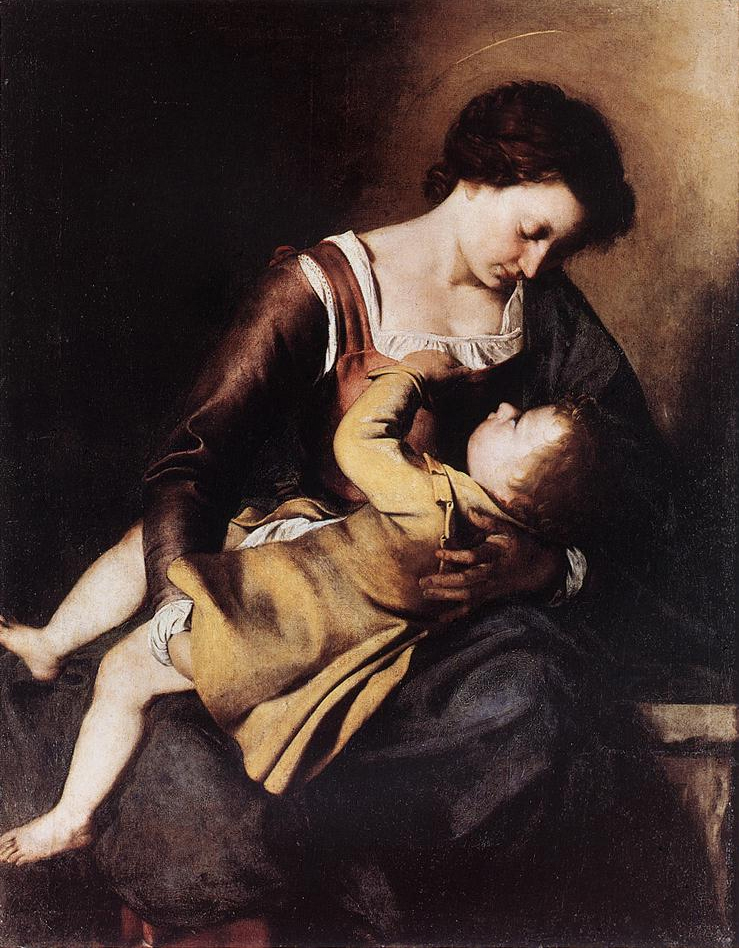
Anonyme, Vierge à l'Enfant, peinture qui fut attribuée tour à tour au Caravage et à Orazio Gentileschi, fin XVIe siècle-début XVIIe siècle (Galleria nazionale d'arte antica, Rome).

Sur le tableau, une jeune femme est assise et tient sur ses genoux un enfant âgé d'environ trois ans. Le visage de la femme est penché en direction de l'enfant et ses paupières sont étrangement baissées. L'enfant, au teint blême et à la mine triste, regarde devant lui dans le vague; il semble adresser sa peine au spectateur. À droite des personnages, se trouve une chaise sur laquelle sont déposés un bonnet et ce qui semble être un manteau. À gauche, on peut voir, sur un tabouret, un pot en grès; le manche d'une cuillère en dépasse. Le mur est décoré d'une carte déroulée et d'un petit tableau représentant la crucifixion du Christ.
Bien qu'il s'agisse d'une peinture de genre, la position de l'enfant sur les genoux de sa mère rappelle certaines représentations de l'Enfant Jésus sur les genoux de la Vierge Marie (cfr. ill. de gauche). Cet aspect est souligné par la peinture accrochée au mur et représentant la crucifixion. Le visage que la femme dirige vers l'enfant semble exprimer un salut respectueux, une méditation, une prière, plutôt que de l'inquiétude. Il est possible que la mère symbolise l'une des trois vertus théologales: la Charité (Caritas). Il se dégage de l'œuvre, avec cette connotation religieuse, une fascination vague, puis, progressivement, un sentiment de profonde humanité: l'humain, dont toute l'existence est évoquée en un saisissant raccourci (la mère et, au bout, au loin, la mort – la crucifixion), est, dans sa souffrance, rapproché de la Divinité.
Les effets de lumière et la combinaison de bleu, jaune et rouge rappellent Vermeer – voir par exemple La Dentellière (v. 1670) –, mais le pinceau est moins sec et le traitement plus lisse. L'expression du visage de l'enfant et l'attitude de la mère sont rendues avec délicatesse.

#### Homme écrivant une lettreetFemme lisant une lettre

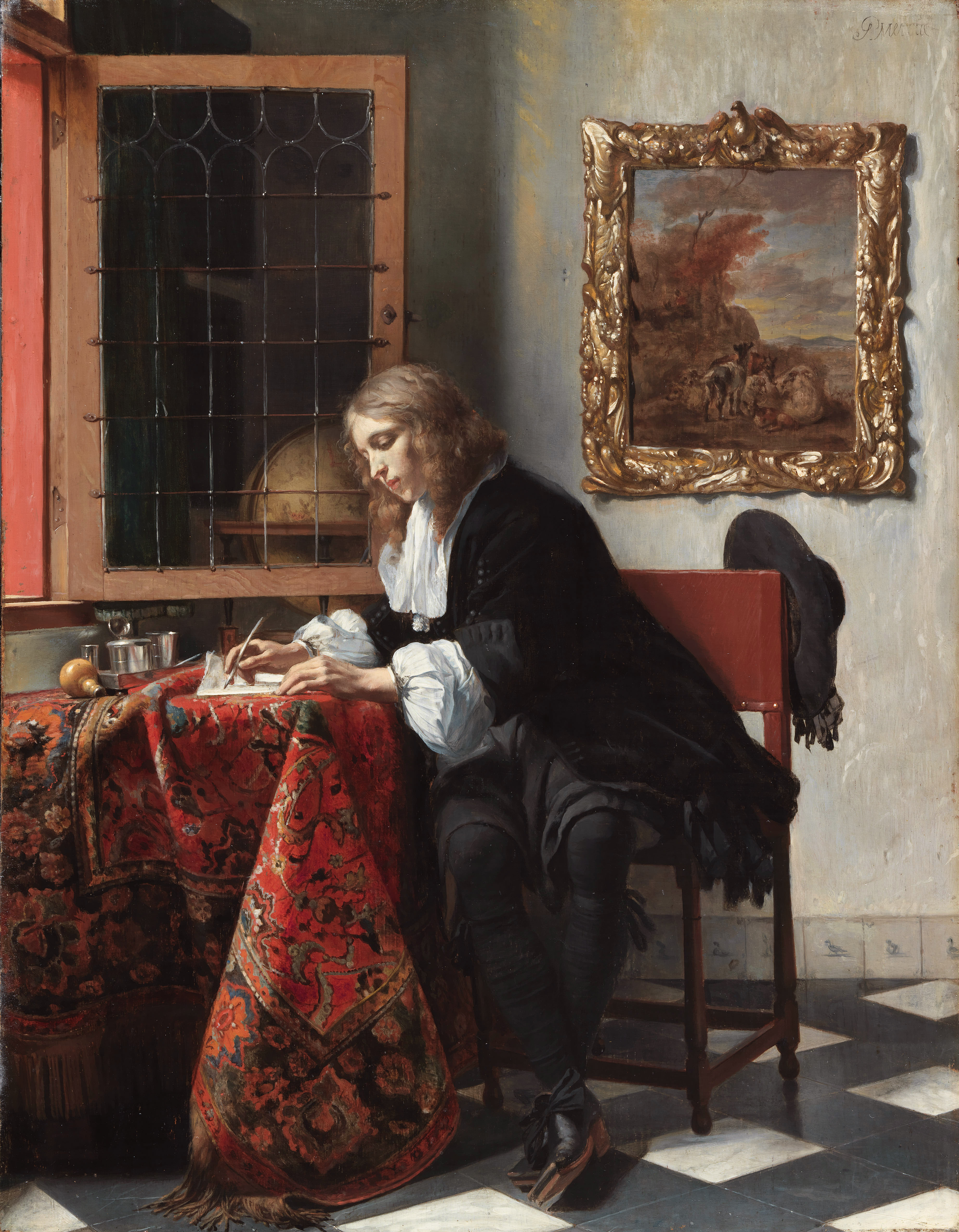
Homme écrivant une lettre, v.1662-1665 (National Gallery of Ireland, Dublin). – Pendant de Femme lisant une lettre.

La parenté avec l'œuvre du peintre de Delft est tout aussi évidente, non tant par les tons que par la composition, dans les deux tableaux Homme écrivant une lettre et Femme lisant une lettre exécutés vers la même période que L'Enfant malade, et conservés à la National Gallery of Ireland, à Dublin.
Le premier représente un jeune homme aux traits délicats et aux cheveux longs assis à une table devant une fenêtre, et occupé, d'un air rêveur, à écrire une lettre. Derrière le battant ouvert de la fenêtre on distingue un globe terrestre, et le mur est orné d'un tableau représentant un paysage de campagne avec du bétail. Sur le second, une jeune fille, également assise devant une fenêtre, lit une lettre – on suppose qu'il s'agit de celle que le jeune homme écrivait, et que vient de lui apporter une servante.

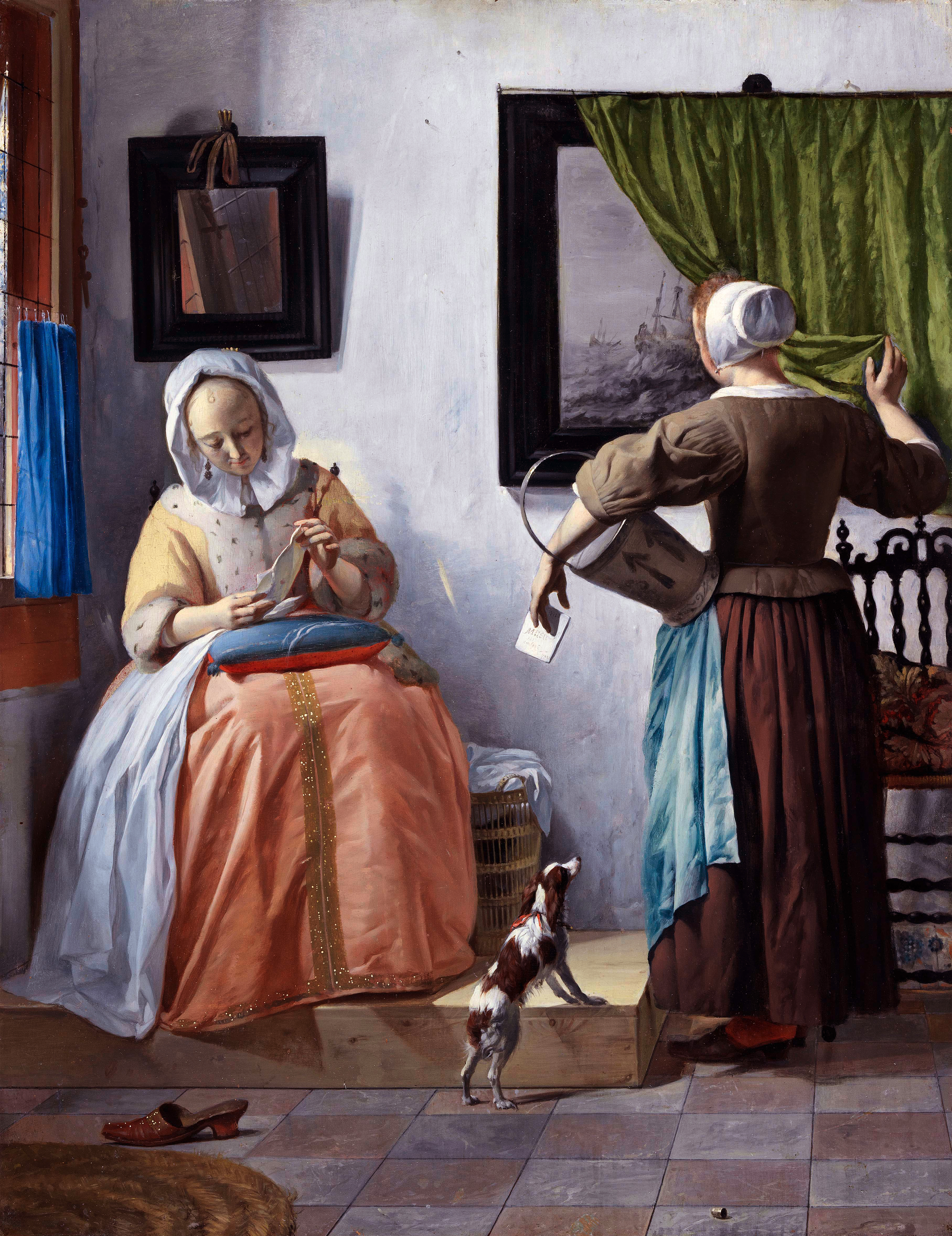
Femme lisant une lettre, v.1662-1665 (National Gallery of Ireland, Dublin). – Pendant dHomme écrivant une lettre.

Tandis que la demoiselle parcourt la lettre d'un air ravi, la domestique, qui tient l'enveloppe dans la main gauche tout en gardant un seau sous le bras, a le dos tourné et soulève de sa main droite le rideau couvrant une peinture représentant un bateau agité par une mer houleuse. Prise dans ses pensées, elle reste indifférente au petit chien qui, à ses pieds, tente de capter son attention. Au-dessus de la tête de la lectrice, un miroir est accroché au mur, et sur le sol, devant elle, est posée une chaussure.
L'éloignement du couple réuni par la lettre est suggéré par certains éléments comme le fait qu'ils sont représentés sur deux tableaux distincts et la présence du globe terrestre. D'après leur air ravi mais paisible, on peut imaginer qu'il lui donne simplement de ses nouvelles, lui écrit quelques mots tendres, et la rassure que leur séparation n'est que provisoire. La chaussure par terre dans la seconde peinture exprime sans doute l'envie qu'ils ont de se rejoindre. Le tout serait juste charmant et presque anodin sans la présence de la domestique, et son attitude troublante. Elle rompt la symétrie que l'on s'attendrait à trouver entre les deux œuvres. La densité dramatique et psychologique de l'ensemble formé par les deux tableaux est soutenue par une grande finesse d'exécution.
Metsu a pu exploiter la même idée auparavant, mais dans un style différent, avec Jeune Homme écrivant une lettre du Musée Fabre de Montpellier, qui semble être le pendant d'Une Fille recevant une lettre du Timken Museum of Art de San Diego.
L'ensemble constitué par les deux œuvres de Dublin peut être rapproché de la 'Femme écrivant une lettre et sa servante qui fut peint par Vermeer en 1671, et qui se trouve à Dublin également. La fenêtre sur la gauche est par ailleurs caractéristique de plusieurs tableaux du peintre de Delft, et ce à partir de 1657 environ.

#### La famille Hinlopen: au sujet de deux tableaux mystérieux de Metsu
On ignore combien de peintures de Metsu Jan J. Hinlopen (1626-1666) avait en sa possession, ainsi que la fréquence avec laquelle il lui passait des commandes pour réaliser son portrait ou celui de sa femme.
L’une des deux peintures de Gabriel Metsu, qui appartenaient à Hinlopen représente vraisemblablement la famille de ce dernier. Elle daterait de 1663 environ et se trouve depuis 1832 dans la Gemäldegalerie à Berlin.
Il est possible que Hinlopen, en compagnie de sa femme, figure également sur un tableau du Metropolitan Museum of Art de New York – Visite à la chambre d’enfant (1661) –, mais des doutes subsistent à ce sujet; Arnold Houbraken, en 1721, se rappelait de cette œuvre, si du moins il s’agit bien d'elle, comme l’une des meilleures qu’il ait vues de Metsu.

##### Le portrait de famille de Berlin
Une certaine confusion subsiste parmi les spécialistes au sujet de l’histoire du portrait de famille de la Gemäldegalerie. Pour commencer, on ignore précisément s’il s’agit d’une scène de genre ou d’un portrait.

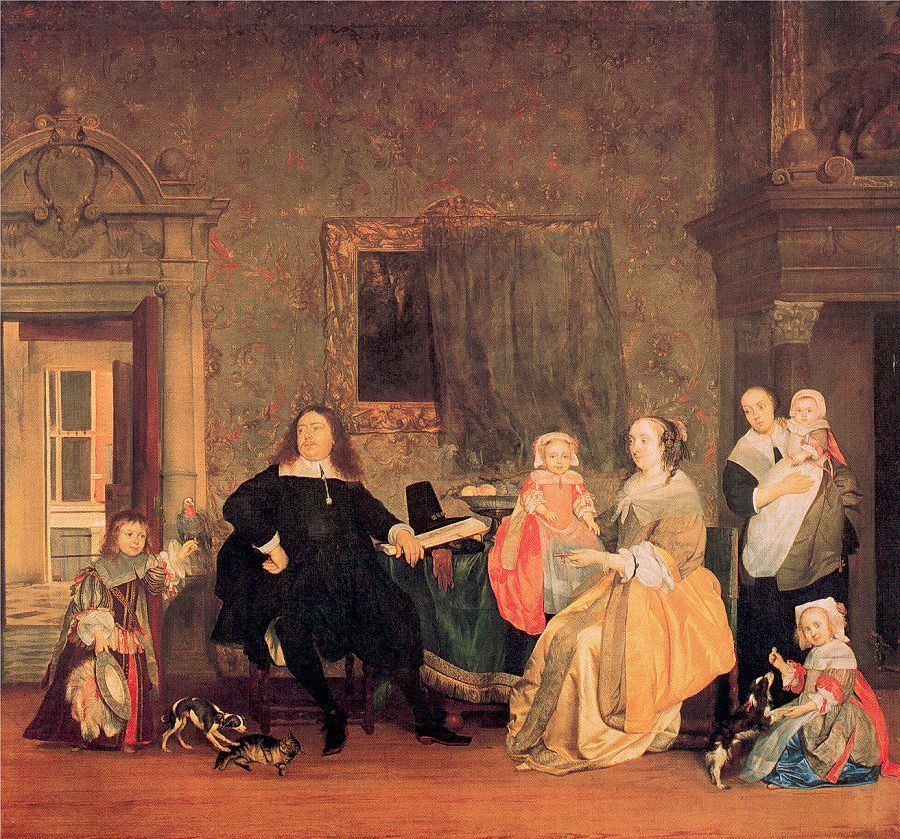
Tableau dit Le Bourgmestre Gillis Valckenier et sa famille, en ou après 1657 (Gemäldegalerie, Berlin). – Vraisemblablement portrait de la famille Hinlopen.

Sur le tableau figurent, en tout, onze personnages (y compris quatre animaux): le père et la mère, assis chacun sur une chaise, entourés de leurs quatre enfants: un petit garçon, l'aîné semble-t-il, qui a l'air de porter un déguisement et tient, tranquillement posé sur sa main gauche, un perroquet; aux pieds du garçon, un chien agace un chat tigré; une fillette assise sur une table entre ses parents; un nourrisson dans les bras d'une servante; et une autre fillette, un peu plus âgée que la première, assise par terre et jouant avec un autre chien. Les personnages posent dans une pièce devant un mur orné d'une peinture aux deux tiers dissimulée derrière un rideau. À gauche, une porte d'entrée ouverte laisse entrevoir une cour, plus éclairée, et à droite se trouve une imposante cheminée entourée de colonnes et surmontée d'un second tableau sur lequel un cheval dressé sur ses jambes arrières semble être représenté.
Cette peinture, était connue à la fin du XIXe siècle sous le titre La Famille du marchand Gelfing. Après l’extinction de la famille Geelvinck au début du XIXe siècle, les traces de sa véritable origine ont été perdues. La famille suisse Tschiffely la vendit en 1832.

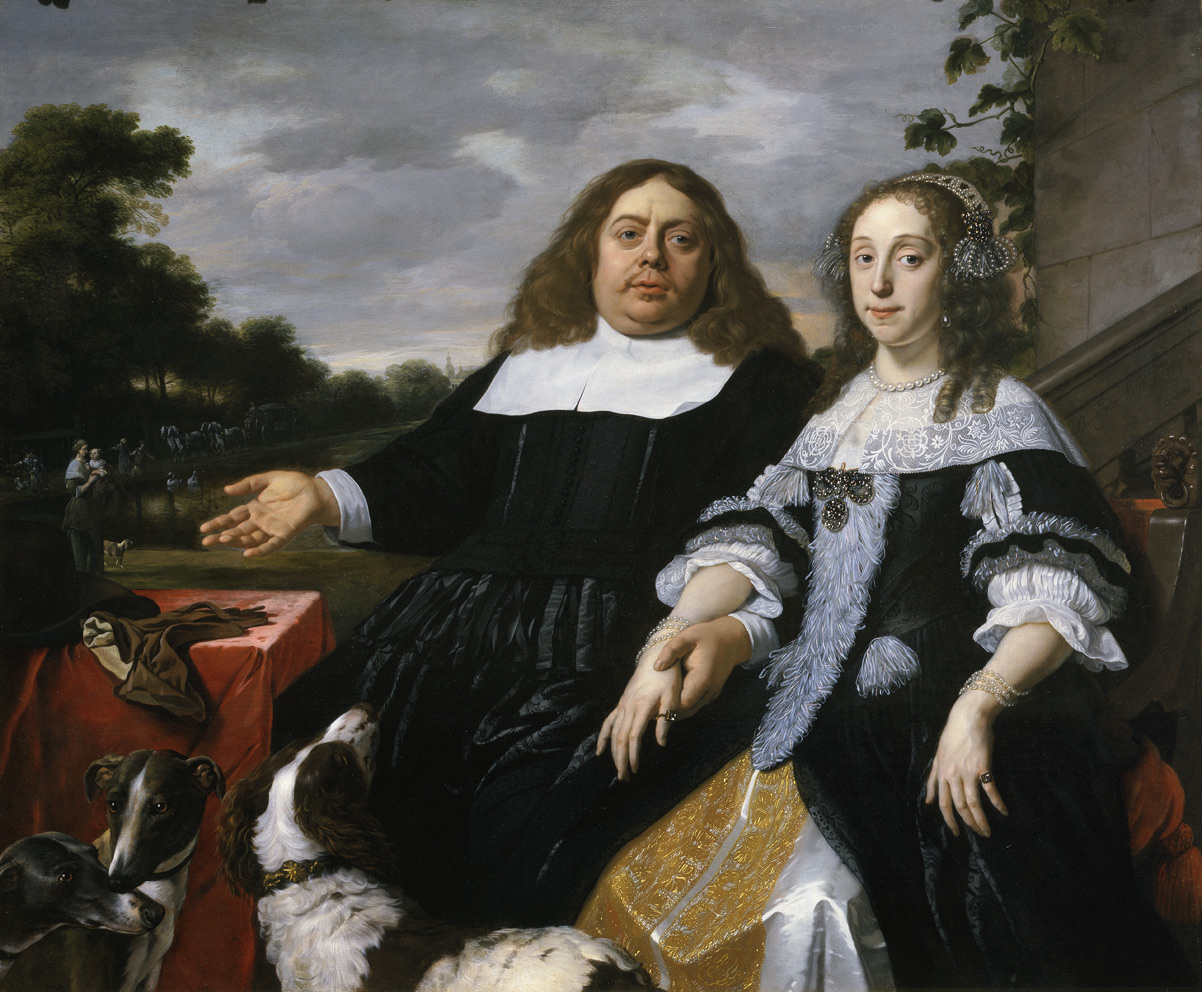
Bartholomeus Van der Helst, Portrait de Jan J. Hinlopen et de Lucia Wijbrants, 1663 (coll. privée).

En 1907, C. Hofstede De Groot, illustre historien de l’art néerlandais, mentionnait l’existence d’un perroquet sur le tableau de La Famille Geelvinck. Chose surprenante, il qualifiait la peinture de « quelque peu ennuyeuse ». En 1984, Bob Haak décrivait lui aussi l'oiseau figurant sur le tableau.
En 1976, Isabella Henriëtte Van Eeghen, en se basant essentiellement sur l’oiseau dans lequel elle voyait la figuration d'un faucon – le jeune garçon qui le tient adopte en effet avec l'animal l'attitude d'un fauconnier – et l'emblème de la famille Valckenier, donna au tableau un nouveau titre, De Familie van burgemeester Gillis Valckenier – i.e. « La Famille du bourgmestre Gillis Valckenier » –, et le data de 1657. Irene Groeneweg, cependant, observa que l’oiseau que tient le garçon est une amazone de Cuba. Autre élément permettant de mettre en doute l’identification proposée par Van Eeghen: selon les Archives de Ville d'Amsterdam, le bourgmestre Gillis Valckenier (nl) avait seulement trois enfants au moment de la réalisation de l’œuvre.
Judith Van Gent constata par ailleurs qu’il existait une ressemblance entre les Hinlopen peints par Bartholomeus Van der Helst (ill. de gauche) et la famille représentée par Metsu sur le tableau de Berlin. Elle trouva de quoi appuyer cette idée dans le testament de Hinlopen. Malgré cela, il est encore fait référence à ce tableau comme étant Le Bourgmestre Gillis Valckenier et sa famille.

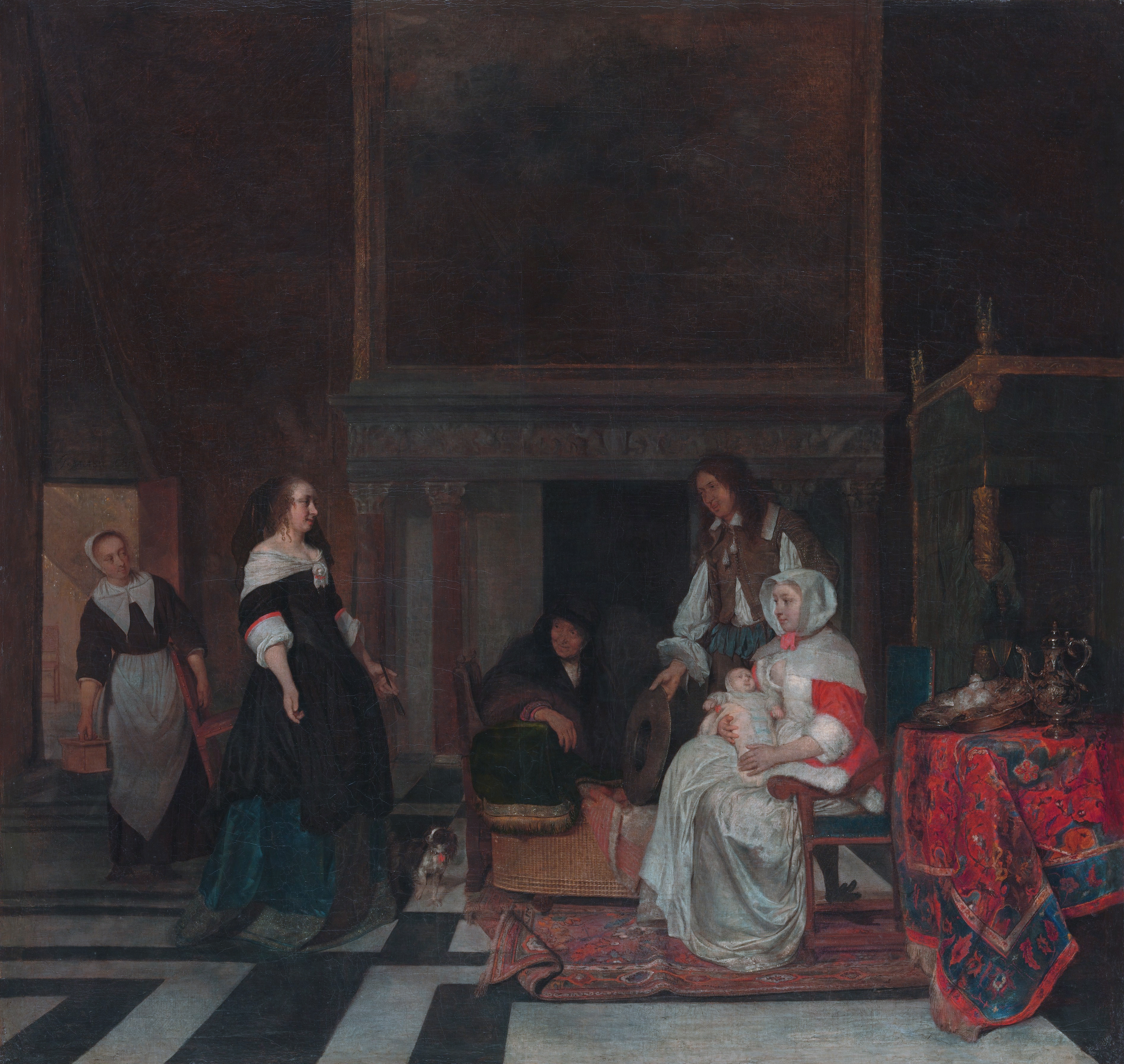
Visite à la chambre d'enfant ou La Visite, daté 1661 (Metropolitan Museum of Art, New York). – Après la naissance de Sara Hinlopen ?

##### Visite à la chambre d’enfantde New York
Visite à la chambre d’enfant, la peinture du Metropolitan Museum of Art, datée de 1661, pourrait elle aussi représenter la famille Hinlopen. Selon Walter Liedtke, il existe une certaine ressemblance générale.
Sur le tableau, une invitée est saluée par un couple de nouveaux parents; la mère est assise et tient son enfant sur ses genoux, tandis que le mari, debout près de son épouse, enlève courtoisement son chapeau. Trois autres personnages sont représentés: une domestique, qui apporte une chaise pour la visiteuse, un homme ou une femme âgée étendue sur un canapé devant l'âtre, et un chien, qui semble être un bichon bolonais.
Une marine de grand format orne la cheminée, et deux tapis persans sont posés, l'un sur le sol et l'autre sur une table, sur laquelle sont disposés par ailleurs quelques objets. À gauche du tableau, une porte ouverte laisse entrevoir une autre pièce, plus éclairée, et à droite, derrière la table, se trouve un lit à courtines noires.

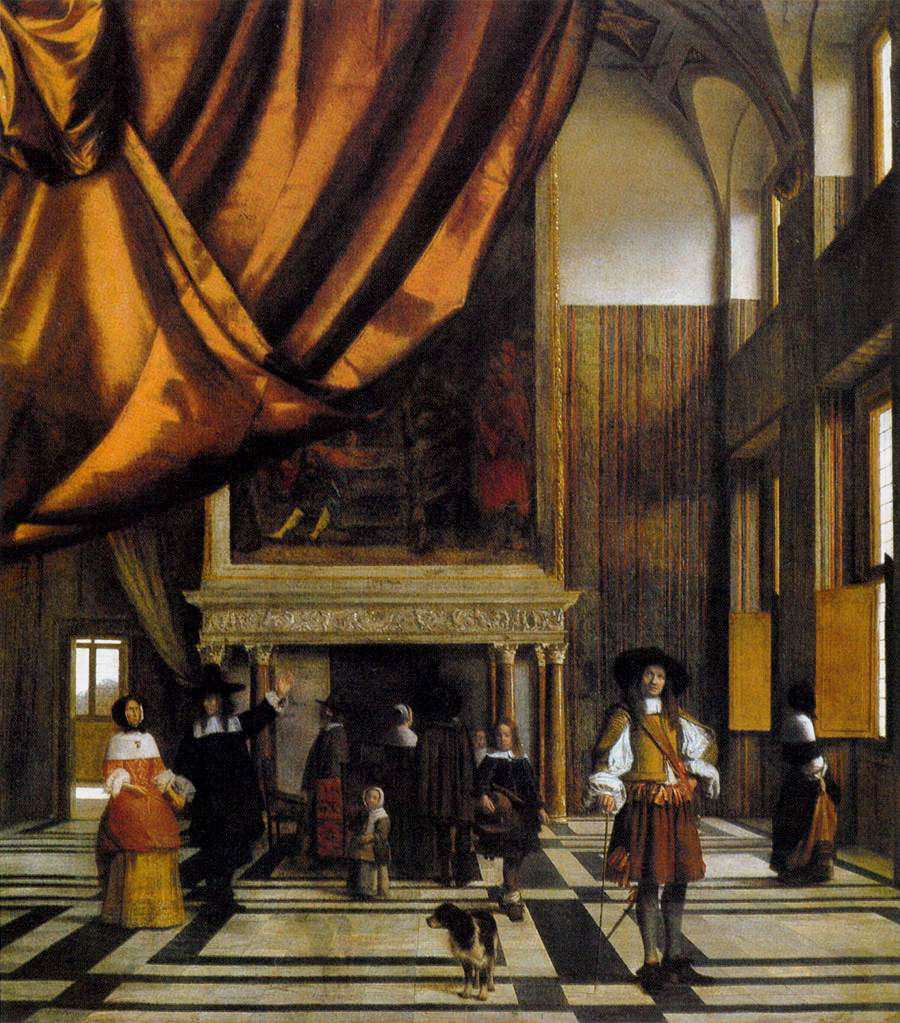
Pieter De Hooch, Chambre du Conseil de l'hôtel de ville d'Amsterdam, v.1661-1670 (Musée Thyssen-Bornemisza, Madrid).

La scène a peut-être pour cadre une pièce imaginaire. Cependant, la cheminée ressemble à celle de l’ancien hôtel de ville d’Amsterdam, devenu le Paleis op de Dam et, en raison de l'apparence spacieuse de la pièce et de la ressemblance de la représentation, que l’on peut aussi voir dans une œuvre de Pieter De Hooch (ill. de gauche), les historiens de l’art ont émis l’hypothèse que Metsu a pu effectivement situer la scène dans ce bâtiment.
L’histoire de cette peinture est bien connue, excepté ce qui concerne la période allant de 1666 et 1706. En 1662, Jan Vos publia un poème au sujet de cette œuvre.
En 1680, après l’enterrement de son frère Jacob, les peintures de Jan J. Hinlopen furent partagées en lots qui revinrent à ses filles; cependant, dans les documents de l’époque, il n’est fait mention d’aucun titre d’œuvre ni d’aucun nom de peintre.

##### Une composition similaire

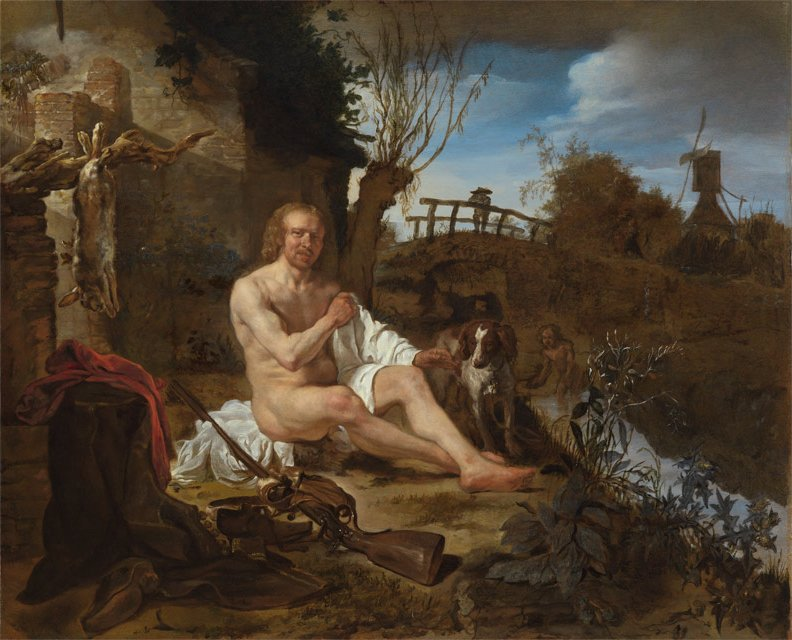
Un chasseur

En dehors de la question de l'historique des deux tableaux et de l'identification des personnages représentés, il est à noter que les deux œuvres comportent des similitudes frappantes quant à leur composition, assez symétrique. Dans l'une comme l'autre, deux éléments, constitués par un personnage ou par un groupe de personnages, semblent figurer les piliers de l'œuvre, et la divisent verticalement en trois pans. Dans le premier tableau, il s'agit du père d'une part et de la mère d'autre part; dans le second, il s'agit de la visiteuse d'un côté et, de l'autre, du groupe composé de la mère et son nouveau-né et du père. Dans les deux cas, à l'arrière-plan du premier pan ainsi créé, une ouverture, plus éclairée, élargit le champ (cfr. Pieter De Hooch); tandis qu'un élément dans le troisième pan, plus sombre, vient faire obstacle à celui-ci (la cheminée à colonnes pour la peinture de Berlin, et le lit à courtines pour celle de New York). Le pan central est en grande partie occupé dans les deux cas par un tableau dans le tableau, mais le regard est surtout attiré par un point plus sombre au niveau des personnages: le chapeau dans le premier cas et, dans le second, la cheminée, dont l'âtre est très sombre par rapport à l'ensemble du décor d'arrière-plan, et le personnage du canapé, de la sorte mis en relief, à l'air attentif, et qui est comme le reflet du spectateur de l'œuvre.

### Œuvres
- Gabriel Metsu
- Abraham renvoie Hagar
1653-1654
Musée municipal de Leyde
- La Blanchisseuse, 1653-1654
Musée national de Varsovie
- La Peleuse de pomme, 1655-1657
Musée du Louvre
- Femme tirant du vin d'un tonneau, 1655-1657
Musée du Louvre
- La Cuisinière, 1657-1667
Musée Thyssen-Bornemisza, Madrid
- Le Cadeau du chasseur
1658-1660
Musée des Offices, Florence
- Leçon de musique, 1658-1660
National Gallery, Londres
- Les Mangeurs d'huîtres, 1660
Musée de l'Ermitage
- Jeune femme offrant un verre de vin à un officier, 1660-1661
Musée du Louvre
- Femme assise à une fenêtre, v. 1661
Metropolitan Museum of Art
- L'Intrus, 1661-1663
National Gallery of Art, Washington
- L'Oiseleur, vers 1662
Gemäldegalerie Alte Meister, Dresde
- Jeune Femme composant de la musique, 1662-1663
Mauritshuis, La Haye
- Femme jouant de la viole de gambe, 1663
Fine Arts Museum
- Portrait d'une dame, 1667
Minneapolis Institute of Art

## Références dans la littérature

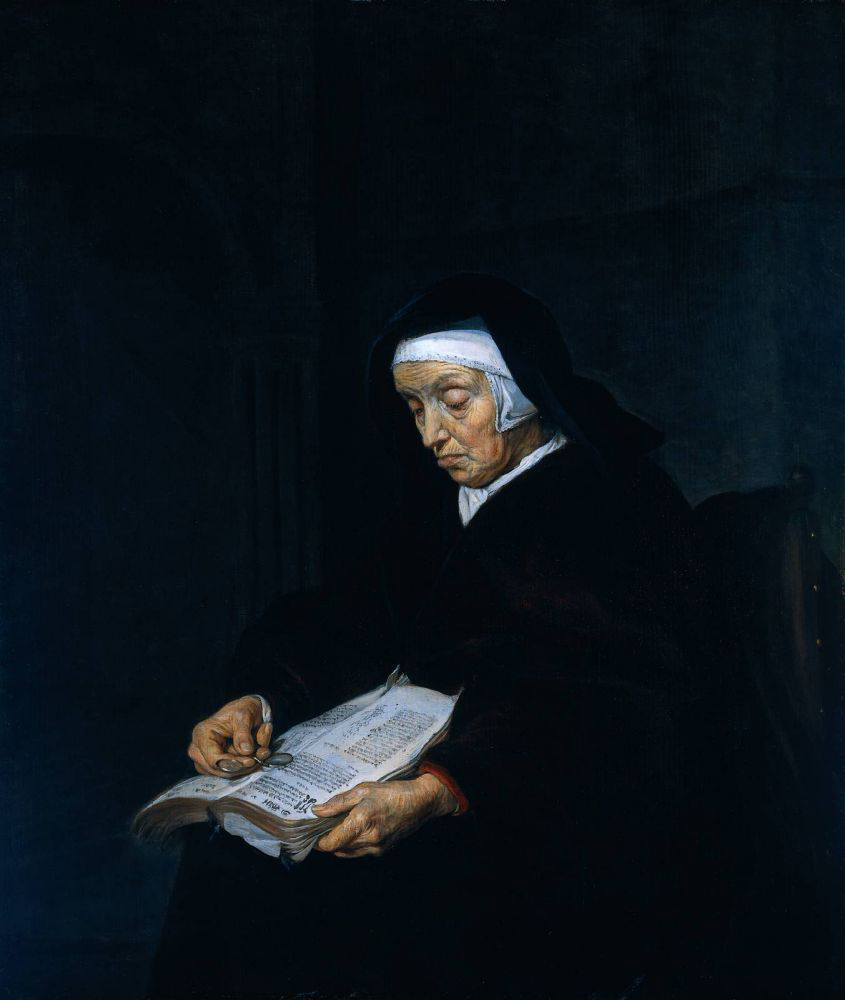
Vieille Femme méditant, v.1660-1662 (Rijksmuseum, Amsterdam).